# A Lego Ninjago: A Spinjitzu mesterei szereplőinek listája
Ez a cikk a Lego Ninjago: A Spinjitzu mesterei című tévésorozat szereplőit részletezi.

## Nindzsák
- Kai (Vincent Tong) – A piros nindzsa, a tűz mestere, a csapat egyenrangú tagja. Nagyon erős az igazságérzete, mindennel felveszi a harcot ami nem törvényes, és bármilyen hidat eléget, ami az útjába kerül. Kai megszokta, hogy a saját útját járja, ezért nagyon nehezen szokta meg a csapatmunkát. Néha úgy kezd bele a dolgokba, hogy végiggondolná azokat, vagy megbeszélné csapattársaival.

Magyar hangja Markovics Tamás
- Jay Walker (Michael Adamthwaite) – A kék nindzsa, a villámlás mestere. Ami a szívén, az a száján. Gyors észjárása, vidám életszemlélete és kreatív megoldásai mindig kisegítik a csapatot a bajból. Nagy mókamester. Ő sajátított el először a Spinjitsu művészetét, még ha csak pár másodperccel is. Néha kicsit túl nagy hangon dicsőíti önmagát. A legfrankobb ninja a csapatban. A 3. évadban konfliktusba keveredett Cole-lal, mert kiderült, hogy Nya őt is kedveli. A 6. évadban kiderül, hogy lelencként tengette gyermekkorát, az igazi szülei Cliff Gordon és a villám előző mestere.

Magyar hangja Moser Károly
- Zane Julien az 1. Ninja

```
(
Brent Miller
) – A fehér – később a Titánium – nindzsa, a jég mestere. Zane csendes, nagyon okos, és gyakran lát a jövőbe. Furcsa dolgai ellenére a többiek testvérükként szeretik, hiszen ahogy Wu Sensei is gyakran mondja: 
még a testvérek is lehetnek nagyon különbözőek
. Zane-nek van egy sólyma, ami mindig elvezeti csapatot ahhoz, amit éppen keresnek. Később kiderül, hogy a sólyom egy robot, sőt, Zane is egy robot, pontosabban egy Nindroid. Egy feltaláló készítette, de halála előtt kitörölte Zane emlékeit. Ennek ellenére a többiek továbbra szeretik.
```

Magyar hangja Széles Tamás (1–11. ,16. évad), Renácz Zoltán (12-15. évad). A negyedik évad óta enyhe gépies zizegés hallható beszéde közben.
- Cole (Kirby Morrow; 1-15. évad, Andrew Francis; 16. évadtól) – A fekete nindzsa, a föld mestere. A nindzsa csapat vezetője, ő ébreszt önbizalmat a csapat többi tagjában, ő az a gyakorlatias fickó, aki megoldja a feladatot. Erős, szilárd és megbízható, mint egy nagy, nehéz szikla. A 3. évadban hajba kapott Jay-jel, mert megkedvelte Nya-t. A 4. évad Ellenfelek epizódjában hivatalosan békét kötöttek és Cole elengedte a lány iránt táplált érzelmeit, később, mint jó barátok viszonyultak egymáshoz. Yang elátkozott templomában szelemmé változik. Azóta hozzászokott a szellem léthez, de az Ősök Napja végén ismét emberi alakot ölt. Ekkor szerzi meg a (szabadfordításban) “láva kar” nevezetű képességét.

Magyar hangja Szvetlov Balázs (1-15. évad), Czető Roland (16. évadtól).
- Lloyd Montgomery Garmadon (Jillian Michaels; 1-7. évad, Sam Vincent; 8. évadtól) – Lord Garmadon egyetlen fia, aki mindent megtesz, hogy apjára hasonlítson, és átvegye egyszer apja helyét, ám ebben nem mindig jár sikerrel. Lloyd-ot kirúgták a Rosszfiúk Nevelőintézetéből, mert nem volt benne elég erkölcstelenség és olyan törekvés, hogy jövendő főgonosz legyen belőle. Lloyd bosszúból kiszabadította a Hypnobra törzset, majd annak vezérét véletlenül meghipnotizálva a törzset uralma alá vett, és fosztogatásba kezdett. De aztán ezt Skales, a törzs második legfontosabb kígyók a megelégelte, legyőzte a tábornokot és elzavarta Lloyd-ot. De Lloyd megszerezte a törzsek sírjának helyét rejtő tekercset és elkezdte őket kiengedni. Először a Vámpírkobrákat szabadította ki, de a törzs vezére Skales régi barátja, így ők sem engedelmeskedtek neki és nem támadták meg a Hipnokobrákat. Majd kiszabadította Phytor-t, de ő meg átverte, és megszerezte tőle a tekercset. Később átállt a jó oldalra, és kiderült, hogy ő a legendás Zöld Ninja, a legnagyobb Ninja, aki képes legyőzni Lord Garmadont. Azóta keményen edz, hogy be tudja teljesíteni a küldetését. A 9. évadban az ellenállás tagja lesz.

Magyar hangja az első három évadban Morvay Gábor, a negyediktől Baradlay Viktor
- Nya  (Kelly Metzger) – Kai bátor húga. Nagyon elege van abból, hogy minden gonosszal csak a fiúk küzdenek meg, ezért ő is keményen gyakorlatozik. Később épített egy hatalmas robotot, aminek segítségével képes az ellenséggel harcolni, és ő lett a rejtélyes Szamuráj X. A víz mestere anyai ágon. A 9. évadban az ellenállás másik vezetője lesz.

Magyar hangja Molnár Ilona

### A Ninják mesterei
- Wu Sensei (Paul Dobson, Caleb Skeris/Kelly Metzger; Kisgyerek Wu, Madyx Whiteway Gyerek Wu) – A nindzsák mestere. A megtestesült türelem, főleg mikor az ifjú nindzsákat oktatja. Türelmesnek is kell lennie, hogy megtalálja azokra a kérdésekre a választ, amik segíthetnek a békés Ninjagóért való küzdelemben. Feladat, hogy a nindzsák képesek legyenek a következő csatán a legtöbbet kihozni magukból. Mindent megold, hogy hozzájusson a megérdemelt teájához, cukorral. A botja az első spintjitsu mester botja,vagyis az apjáé.

Magyar hangja Várday Zoltán (1–9. évad, 11. évad), Pálfai Péter (10. és 16. évad), Rosta Sándor (12–13. évad)
Baráth István (Fiatal Wu, Mini Epizódok), Holl Nándor (Fiatal Wu, 5. évad), Szatory Dávid (Fiatal Wu, 7. évad), Pupos Tímea (Kisgyerek Wu), Maszlag Bálint (Gyerek Wu), Ács Balázs/Szatory Dávid (Tini Wu)
- Sensei/Lord Garmadon (Mark Oliver, Kai Emmett/Dean Petriw; Gyerek Garmadon) – A 2. évad végén mikor Lloyd legyőzi a Sötét urat Garmadonból ismét jó lesz. A 3. évadban pedig, hogy jóvá tegye sötét múltját, felesküdik, hogy többé nem harcol. Amint Phytor elrabolja Lloydot, felhagy az esküjével. Jelenleg egy rá nagyon hasonlító, mindenféle fia iránti szeretetet nélkülöző hasonmása uralkodik Ninjago városa felett, teli gonoszsággal. A 4. évad vége felé feláldozza magát Chen megállításának érdekében és átkerült a Elátkozott világba. Az 5. évad végén végleg életét veszti. A 8. évadban a Szófukar és csatlósai a 3 onimaszk segítségével megidézik a gátlástalan, kegyetlen, “régi” Lord Garmadont.

Magyar hangja Király Attila, Szirtes Marcell (Gyerek Garmadon)
- Misako (Kathleen Barr) – Lloyd anyja és Garmadon felesége. A Ninjago City múzeumban dolgozik. Ő vizsgálta meg a kőhadsereget, és ásta ki a kőgólemet. A 9. évadban az ellenállás tagja lesz.

Magyar hangja Menszátor Magdolna (2-10. évad, 16. évad), Kiss Anikó (13. évad), F. Nagy Eszter (14. évadtól)
- Az Első Spinjitzu Mester – Az aranymester. Ő volt a legelső mester, aki a Spinjitsut használta. Garmadon és Wu apja. Őt is csak egy kis részben láthatjuk a negyedik évadban, és néhány rekonstrukción is megjelenik Wu és Misako történeteiben. Sírhelye az óceán fenekén található. Ő alkotta a világkristályt és utazott a 16 világban. Végül saját kriptájába rejtette, mert ilyen nagyhatalmú eszköz nem kerülhetett rossz kezekbe.

Eredeti hangja Jim Conrad. Magyar hangja Vass Gábor

## További elemi mesterek

### Elemi mesterek
Minden mester valamelyik első elemi mester leszármazottja, emiatt mindegyikük képes egy elemet irányítani. Ők vesznek részt az elemek bajnokságán a 4. évadban. Ide tartoznak a nindzsák is. Eleinte őket csak a győzelem érdekli, de főhőseink lebuktatják előttük Chent, és elmondják nekik a tervét. Így hát, ha nehezen is, de otthagyták a versenyt és segítettek a nindzsáknak.
- Skylor (Heather Doerksen) – Chen lánya. Képessége a borostyán. El tudja szívni mások erejét, így ő is használhatja. Titokban apjának kémkedett, de időközben átáll ő is a jó oldalra, és "megtagadja" apját. A borostyán mestere, tehát érintésre bármelyik elemi mester képességét képes elszívni. Jelenleg egy Ninjago City-beli tésztaétteremben dolgozik. Kai szerelme. A 9. évadban az ellenállás tagja lesz. Magyar hangja Zakariás Éva
- Karlof (Scott McNeil) – Az acél mestere. Fura akcentussal beszél. Két öklét összecsapva acélpáncélba tud bújni. A 9. évadban az ellenállás tagja lesz. Magyar hangja Bognár Tamás (4. évad), Bácskai János (7. és 9. évad)
- Griffin Turner (Doron Bell Jr.) – A gyorsaság mestere, nagyon gyors. Jay szerint a gyorsaság nem igazi elem. A 9. évadban az ellenállás tagja lesz. Magyar hangja Czető Roland
- Neuro (Paul Dobson) – Az elme mestere. Képes más agyába nézni vagy üzenetet küldeni annak. A 9. évadban az ellenállás tagja lesz. Magyar hangja Viczián Ottó (4. évad), Varga Rókus (9. évad)
- Shadow (Andrew Francis) – Az árnyék mestere. Az árnyékokban el tud bújni, és azokon keresztül közlekedni. A 9. évadban az ellenállás tagja lesz. Magyar hangja Dolmány Attila (4. évad), Potocsny Andor (9. évad)
- Sápadt úr (Mr. Pale) (Kirby Morrow) – A fény mesterének leszármazottja. Láthatatlanná tud válni. A 9. évadban az ellenállás tagja lesz. Magyar hangja Czető Roland (36. rész), Szabó Andor (9. évad)
- Tox (Ian James Corlett; 4. évad, Maggie Blue O'Hara; 9. évad) – A méreg mestere. Méregfelhőt tud idézni. Egyik epizódban sem szólal meg. A 9. évadban az ellenállás tagja lesz. Magyar hangja Mohácsi Nóra (9. évad)
- Gravis (Mark Oliver) – A gravitáció mestere, aki képes felbontani a gravitációt.
- Bolobo (Michael Adamthwaite) – A természet mestere. Varázsbotjával növényeket tud előhívni a földből vagy pálcája végéből. Magyar hangja Bácskai János.
- Ash (Brent Miller) – A füst mestere. Képes kis távolságon belül teleportálni / füstté válni.
- Chamille (Marÿke Hendrikse) – A forma mestere. Képes felvenni mások formáját. Magyar hangja Réti Szilvia
- Jacob Pevsner (Paul Dobson) – A hang mestere. Ő vak, épp ezért gitárjával hanghullámokat lő ki, amellyel tájékozódni tud. Magyar hangja Pál Tamás

## Családtagok
- Ed Walker (Colin Murdock) – Jay apja, aki a roncstelepen lakik. Nagyon jól tud szerelni, és sokszor segít Ednával a nindzsáknak.

Magyar hangja Rosta Sándor (1–3. évad)
Csuha Lajos (6. évadtól)
- Edna Walker (Jillian Michaels) – Jay anyukája, aki mindig vidáman fogja fel a dolgokat. Mindig Eddel szokott együtt elmenni Jay-hez.

Magyar hangja Andresz Kati
- Dr. Julien (Mark Oliver) – ő robotosította Zanet Hosszú ideig építette őt, és a halála előtt kitörölte az emlékeit. Később halála után Samukai felélesztette, hogy építsen neki harci gépeket, s miután Samukai megkapta az eszközöket, egy tengerparti börtöntoronyba helyezte, ahol egy hatalmas Leviatán őrizte, hogy ne meneküljön el. Segített a Nindzsáknak elmenekülni a Kőhadsereg elől, és sok mindenben segített még. A 3. évad előtt halt meg végleg.

Magyar hangja Csuha Lajos (1. évad)
Vári Attila (2. évad)
- Ray (Vincent Tong) – Ahogy kiderült, Kai és Nya apja is kovács volt, ám nem csak kovácsolásban volt jó. Ő volt a tűz mestere Kai előtt. Ő rejtegette a négy aranyfegyver térképét a csontvázak és Lord Garmadon elől. Nya szerint Chen őt is "behálózta". Kiderült hogy évekkel korábban Krux munkára kényszerítette.

Magyar hangja Jakab Csaba
- Maya (Jillian Michaels) – A víz előző mestere, Kai és Nya anyja. A negyedik évadban láttuk először (Visszaemlékezésben). Erejét Nya örökölte. Mint kiderült évekkel korábban Krux őt is munkára kényszerítette.

Magyar hangja Kovács Nóra
- Lou (Kirby Morrow) – Cole édesapja, aki a Királyi Kovácsok közé tartozik. Sok díjat nyert meg pályafutása során.

Magyar hangja Vári Attila (1. évad)
Faragó András (7. évad)
- Korábbi Villám mester (Kelly Metzger) – Jay biológiai anyja.

Magyar hangja Hámori Eszter
- Cliff Gordon – Jay biológiai apja.

Eredeti hangja Jillian Michaels. Magyar hangja
Kovács Lehel (3. évad)
? (4. évad)
Csuha Lajos (6. évadtól)

## További Segítő Emberek

### Az Ellenállás
,Garmadon Császár és Garmadon fiai ellen jött létre a vezetői Lloyd és Nya
- P.I.X.A.L. (Jennifer Hayward) – Cyrus Borg női robotja. Zane szerelme. Megkapta a Jég nindzsa energiaforrásának felét. Ami vele történt a 3. és a 4. évad között, az ismeretlen, de a 4. évad elején szétszedve láthattuk. Zane magába építette őt. A 7. évadban kitörli magát Zane fejéből. A 8. évadban kiderül hogy ő az új Szamuráj X. A 9. évadban az ellenállás tagja lesz

Magyar hangja Németh Borbála (3. évad), Ősi Ildikó (4-11. és 16. évad), Böhm Anita (12-15. évad)
- Dareth (Alan Marriott) – Egy ember aki nindzsának mondja magát, pedig csak állati mozdulatokat utánoz. Mikor a nindzsák a sötét szigetre indulnak, Jay kinevezi barna nindzsának. Imádja a pufi zabbancsot. Állítólag ő neki az ereje a langyos szellő. A 4. évad után egyre-egyre gazdagabb lesz. A 8. évadban egy kocsmát vezetett. A 9. évadban látszólag elementáris erőt kap. A 9. évadban az ellenállás tagja lesz

Magyar hangja Előd Botond (2. évad), Molnár Áron (3. évad), Előd Álmos (4-11. évad, 16. évad), Rába Roland (12. évad), Kis Horváth Zoltán (15. évad)
- Mystaké (Mackenzie Gray; 1-2. évad, Tabitha St. Germain; 8-9. évad) – Egy idős teaárus, segített Sensei Wu-nak szerezni Utazók és Holnap Teáját. A 9. évadban kiderül hogy valójában egy Oni. A 9. évadban az ellenállás tagja lesz, majd harcol Garmadon ellen, de nem éli túl.

Magyar hangja Sági Tímea (8-9. évad)

### Egyéb segítő emberek
- Cyrus Borg (Lee Tockar) – Egy feltaláló, aki pont odaépítette felhőkarcolóját ahol a sötét úr meghalt, így hozta vissza az életbe. Mozgássérült, és ő építette P.I.X.A.L-t

Eredeti hangja Lee Tockar. Magyar hangja a harmadik évadban Harcsik Róbert, a negyedikben, ötödikben és hetedikben Fekete Zoltán, a hatodikban Kerekes József, a tizenkettedikben pedig Szabó Endre.
- Ronin (Brian Dobson) – Ronin egy igazi fekete kereskedő volt, aki az összelopott dolgokat Stiix-ben árulta, ám minden megváltozott, mikor Kai eladta neki az többiek és az ő üzletrészét. Sokat segít a nindzsáknak, de bármikor képes lenne elárulni őket a pénz miatt. Emiatt sokszor az életét kockáztatja. Kedveli Nyát.

Magyar hangja Szabó Sipos Barnabás (5–7. évad), Vass Gábor (9. évad), Tokaji Csaba (14. évad)
- Fenwick – A főirományos a Felhőkirályságban, aki látszólag a nindzsákat segítette, de végig Morro oldalán volt.
- Postás (Michael Adamthwaite) – Egy igen temperamentumos személy, aki mindig leveleket szállít. A harmadik évadban segít a Nindzsáknak, ugyanis a többi ember segítségével feltartóztatja Pythor-t és a Nindroidokat.

Magyar hangja az elsőtől a negyedik évadig Csuha Lajos, a 21. epizódban Kapácsy Miklós
- Gayle Glossip (Kelly Sheridan) – A Ninjago Híradó egyik riportere. Egy igen bátor és vakmerő nő. Ő segített kimenteni a várost, amikor a Kőhadsereg megtámadta Ninjago Cityt. Mikor az operatőre elfutott, Dareth-re bízza a munkát.

Magyar hangja a második évadban Bertalan Ágnes, a hatodikban (?)
- Éjjeli Őr – A Ninjago City Múzeum őre, akit először száll meg Morro szelleme. Egyszer, kétszer segít Lloydnak.

Eredeti hangja Paul Dobson. Magyar hangja Pálfai Péter
- Domui Éjjeli Őr – A Domu könyvtárban őrködik, Ronin ellopja a Légjitzu tekercsét.
- Cathy – Cathy a negyedik évad első részében szerepel egy versenyen, amit Jay vezet.

Eredeti hangja Jillian Michaels. Magyar hangja Szórádi Erika
- Noonan és O’Doyle – A Ninjago City Rendőrkapitányság két dolgozója. Nagy rajongóik a Nindzsáknak, és általában együtt dolgoznak.
- Ninjagói túravezető – A Ninjago túravezetésben fontos szerepe van. Pythor először őt teszi a kamion kormányához.
- Pizzás alak (?) – Egy nem szimpatikus alak Ninjago világában. Ha Jay nem ér időben a rendelőkhöz, akkor ő fizeti a Pizzát.
- Bankigazgató – Ha az ember jól végzi a munkáját, akár még kedvelheti is ezt a nyájas bankigazgatót. Ám ha Cole-hoz hasonlóan elalszol munka közben, ne számíts sok jóra...
- Szakácsmester – A Ninjagói Étteremben a konyha mesterszakácsa. Zane-t kirúgta, amiért mindent leöntött étellel és, mert megijesztette a vendégeket.
- Rufus MacCallister – Képregényárus, egy megszállott alak, aki a Ninjago City-ben lévő képregényboltban dolgozik. Sokat segít Lloydnak és a Nindzsáknak, amikor egy bestia támadja meg őket. Ő találta ki A Végzet Napja képregénysorozatot.

Eredeti hangja Paul Dobson. Magyar hangja a második évadban Bodrogi Attila és a hatodikban Varga Gábor
- Nobu – A Felhőkirályság egyik írója. Ő akadályozza meg azt, hogy Morro megszerezze a szentélyek kardját.

Eredeti hangja Michael Adamthaite. Magyar hangja Baráth István
- Patty – Patty Keys egy többször előforduló szereplő. Ő figyelmezteti a nindzsákat arra, hogy napkeltéig ki kell jutniuk Sensei Yang „házából”. Ninjago city ingatlan ügynöke.

Eredeti hangja az elsőtől a negyedik évadig Cathy Wesluck. Magyar hangja az elsőtől a negyedik évadig Sági Tímea
- Echo Zane Zane hasonmása A 6. évad végén tűnik fel, ő szabadította ki a ninjákat.

### Rossz Fiúk Nevelő Intézete
- Warden Noble Igazgató – A RFNI (Rossz Fiúk Nevelő Intézete) új igazgatója, aki nem rosszra, hanem jóra akarja tanítani a gyerekeket. Sokat segít a Nindzsáknak a szökésben, mikor elkapják őket a rossz gyerekek. Később a Kryptarium Börtön igazgatója lesz.

Eredeti hangja Paul Dobson. Magyar hangja Csuha Lajos a második évadban és Pálfai Péter a harmadik évadban.
- Gene – Egy igen ravasz és okos fiú, a tanárok kedvenc kis gonosz diákja a Rossz Fiúk Nevelő Intézetében. Társaival elfogták a Nindzsákat és a tanáraikat, de azután mégis a jó oldalra állt osztálytársaival együtt.

Eredeti hangja Kathleen Barr. Magyar hangja Penke Bence
- Brad – Gene társa, aki elhitette Lloyddal, hogy megjavult, és így elfogatta őt és a Nindzsákat. Később a Nindzsáknak segítenek.

Eredeti hangja Kathleen Barr. Magyar hangja Szalay Csongor

### Mojo Dojo
- Phil – Phil egy tanítvány Dareth Sensei tanítványai közül.
- Jeff – Jeff, mint Phil, Dareth Sensei tanítványa.

### A Királyi család
- Ninjago Császára
- 'Ninjago Császárnéja
- Hutchins – A királyi család fegyvermestere NINJAGO City városában. Habár keménynek és visszafogottnak látszik, Hutchins nagyon bátor és hűséges ember.

Eredeti hangja Alan Marriott. Magyar hangja Törköly Levente

## Gonosztevők

### Gonoszak
- Lord Garmadon – Wu Sensei gonosszá vált testvére. Akkor vált gonosszá, amikor a Nagy Zabáló kiskorában megharapta. Meg akarta szerezni a Spinjitzu négy aranyfegyverét, hogy saját képére másolja Ninjagót, de legyőzték és az alvilágba száműzték. Ott legyőzte Samukait, és ő lett a csontvázak új parancsnoka. Miután a Ninják legyőzték, egy sötét helyen töltötte életét, ahol nincs jóság, és ahol 4 keze lett, aminek köszönhetően képes egyszerre birtokolni a 4 Spinjitzu fegyvert. Hamarosan megszerezte a 4 arany Spinjitzu fegyvert, és egyesítve őket létrehozta a megafegyvert, amivel csak alkotni képes és ami felszívja teljes erejét, ezért naponta csak egyszer használhatja. Ezután a kígyók élére áll, ezzel romba döntve Skales terveit. Később a nindzsák elpusztítják a megafegyvert, a kígyók pedig elárulják, ezután a Sötét úr szolgálja és a világuralomhoz szükséges embere lesz a Sötét-szigeten és ő vezeti a kőhadsereget. Végül miután Lloyd legyőzi a Sötét urat Lord Garmadonból teljesen eltűnik a gonosz. Miután feláldozza magát és az elátkozott birodalomba kerül (ami megsemmisült). A 8. évadban Harumi és Garmadon fiai feltámasztják a három Oni maszkkal.
- A Sötét Úr – A Sötét Úr minden gonoszság forrása NINJAGO-ban. Az első Spinjitzu mester esküdt ellensége volt. A Sötét Úr átfogó támadást indított NINJAGO ellen. Vereséget szenvedett, és úgy tűnt, hogy Lloyd Garmadon, az Arany Nindzsa meg is semmisítette őt. A Sötét Urat azonban nem olyan egyszerű kiiktatni. Az utolsó csata helyszínén épült fel a csúcstechnológiás Borg Industries gyár. A Sötét Úr behatolt a Borg számítógépes rendszereibe, és Virtuális Sötét Úr lett belőle. Most pedig azt tervezi, hogy bosszút áll Lloydon, és egyszer és mindenkorra meghódítja NINJAGO-t. Az Első Spinjitzu mester esküdt ellensége és a világ minden gonoszságának forrása. A Sötét Úr a Sötétség-szigetre került, miután az Első Spinjitzu mester kettéhasította a földet. Szellemként létezve, a hihetetlenül erős Sötét Úr kitalálta, hogyan térhet vissza az emberi lét síkjába, Garmadont és a Kőhadsereget használva fel feláldozható szolgáiként. Ügyesen vezet félre másokat, és a színfalak mögül irányította az eseményeket évszázadokon át. Eredeti formája egy sárkány. – Az első gonosz, akit Az Első Spinjitzu mester győzött le, Zane pusztította el jegével.

### Csontvázak (Pilot évad)

#### Csontváz tábornokok
- Samukai – Egy négykarú csontváz, a Tűz Csontvázak tábornoka, a csontvázak volt főparancsnoka és királya, amíg Lord Garmadon le nem győzte. Azóta másodhegedűs szerepet játszik. A négy Fegyver elpusztítja. Később kiszabadul a holdfogyatkozás alatt, hogy legyőzze a ninjákat.
- Kruncha és Nuckal – Két csontváz, aki folyton összevesznek egymással. Kruncha a Föld Csontvázak tábornoka, Nuckal pedig a Villám Csontvázak tábornoka. Gyakran szerepelnek a több évadokban is.
- Wyplash – A Jég Csontvázak tábornoka, Lord Garmadon eltűnése után ő vette át a hatalmat a csontvázak felett.

#### Csontvázak
- Frakjaw – Egy Tűz csontváz.
- Krazi – Egy Villám Csontváz.
- Chopov – Egy Föld csontváz.
- Bonezai – Egy Jég Csontváz.

### Szerpentinek (1–2. évad)

#### Anacondrai
- Arcturus – Az Anacondra törzs volt vezetője. Bűneiért az Elátkozott Birodalomba zárták a többi anacondrai tábornokkal. Garmadon szabadította fel őket, amikor feláldozta magát, hogy megmentse a világot.
- Pythor P. Chumsworth – Az egyetlen még élő Anakondra, mivel a többi az évek folyamán felfalta egymást. Lloyd barátjának tettetve magát megszerezte a törzsek rejtekhelyeit, egyesítette a törzseket, és így ő lett a Kígyók Ura. Képes láthatatlanná válni. A Nagy Zabáló felébresztése után az fölfalta Wu Sensei-el együtt, és csak Sensei-nek sikerült túlélnie. De a Lego ninjago rebotedben megjelenik először nem is lehet tudni hogy ő az és meg akarta védeni a sötét urat. Lekicsinyítették, majd Zane sólyma elkapta és a Ninjago Börtönébe zárták. Később a nindzsák oldalán harcolt és Arcturus Tábornok megnövesztette. később ő is kiszabadul a holdfogyatkozás alatt hogy elfoglalja a szamurai x búvóhelyet.

#### Hypnobrai(Hypnokobrák)
- Skales – A Hypnobrai törzs új vezére, miután legyőzte a Lloyd uralma alá került Slithraa-t, előtte alvezér volt. Ő lett Pytor jobb keze. Később ő akart lenni a kígyók új vezére, de ez a terve Lord Garmadon miatt nem sikerült. Van egy fia, akit Kicsi Skales-nek hívnak.
- Slitrhraa – A Hypnobrai törzs régi vezére és a Hypno-bot régi őre, miután Skales legyőzte megszűnt Lloyd ellenhipnotizálása és harcos lett.
- Mezmo – A Hypnobrai törzs legjobb harcosa és stratégiai gondolkozású.
- Rattla – Egy hipnotizálás szemű felderítő és a legjobb a felderítők közül.
- Kicsi Skales – Skales egyetlen fia, aki átveheti az apja helyét a serpentinek vezetésében. A többi kígyótól eltérően ő az egyetlen, aki ruhát visel.
- Selma – A kígyók királynője, és egyben Skales felesége, és Kicsi Skales anyja. Ő az egyetlen olyan hypnokobra, akinek rózsaszín pikkelye van.

#### Vámpírkobra
- Fangtom – A Vámpírkobra törzs kétfejű tábornoka és vezető elméje. A törzs legnagyobb erejét használja: bárkit kígyóvá változtat. Egyszer véletlenül megharapta magát, azóta 2 feje van, amelyek egymás mondatát fejezik be.
- Fangdam – Fangtom pajtása, korábban Skales egyik legjobb barátja. Akárcsak Fangtomnak, neki is 2 feje van, de neki azért van, mert Fang-Suei megharapta, mert sivatagi csigának nézte.
- Fang-Suei – A legerősebb vámpírkobra, gyorsan teljesíti a parancsokat. Szinte mindig éhes, ezért igencsak kiszámíthatatlan, kivéve ha csatában van. Ritkán látni vészhelyzetre elrejtett édesség nélkül.
- Snappa – Nem a legélesebb méregfog a törzsben. Már egy kígyópikkely leejtése is kihozza a sodrából. Iszonyatosan szeretne híres lenni, gyakran próbál barátságos is lenni, bár ez nehéz egy olyantól, aki vadállatnak született.

#### Constrictai
- Skalidor – A Constrictai törzs vezetője, aki a szerpentinek bezárása óta elkövéredett, ennek ellenére reflexei kifogástalanok. Bármikor képes összezúzni ellenfelét, ha ráül vagy az arcába ordít.
- Bytar – Iszonyatosan erős, szeret edzeni, de utál zuhanyozni. Bárkit legyőz farokbirkózásban. Képes bárkit megenni és megverni (néha ebben a sorrendben). Szeret szundikálni is, vagy ahogy ő mondja elgondolkodni.
- Chokun – A legjobb Constrictai-harcos.
- Snike – A Constrictaiok felderítő-mesterlövésze. Színvak.

#### Venomari
- Acidicus – A Venomarik vezére.
- Lizaru – Négy méregfogú harcos.
- Spitta – Egy nagyszájú katona.
- Lasha – A legnemesebb felderítő.

### Kalózok (2.évad)
Miután Lord Garmadon használta a Mega-Fegyvert, így életre keltette Soto kapitányt és bandáját.
Így a nindzsák velük is megküzdöttek.
- Soto Kapitány – A kalózok közül ő talán egy értelmesebb ember, viszont az újdonságokat még nem nagyon tudja. A nindzsákat imádja "pizsamásnak" hívni. Van egy titkos naplója, amelyben mindent leír kalandozásai során.
- Vak Péter – Egy nagyon értelmetlen kalóz. A szemei hiányoznak, ezért egy papagáj van a vállán, aki tájékoztatja.
- Papagáj – Vak Péter vezénylő madara. Nagyon sokat árt a nindzsáknak, mert Péter segítségével kiszabadítja a foglyokat a börtönből.
- Első Tiszt – Egy kalóz Soto kapitány bandájából, aki egy szalmakalap szerűséget visel.
- Vörös sapkás kalóz – Egy bolondos piros sapkás kalóz Soto kapitány bandájából.
- Részeges kalóz – Egy kalóz Soto Kapitány bandájából, akit a "Kalózok a nindzsák ellen" c. részben láthatunk a történelmi visszatekintésben részegen egy hordóban.
- Kalap nélküli kalóz – Ő egy olyan kalóz, aki se sapkát/se kalapot nem visel. Kai vele harcolt, amikor a nindzsák meg akarták menteni Dareth-et és meg akarták állítani a kalózokat.

### Gonosz nindzsák (2. évad)
- Gonosz Kai – Egy hasonmás, akit Lord Garmadon idézett meg.
- Gonosz Cole – Cole hasonmása, pont úgy viselkedik mint Cole. Ő egy élő tükör. Kényszerítette Bradot, árulja el, hogy hol vannak a tanárok és a ninják.
- Gonosz Jay – Jay klónja', akit Lord Garmadon akkor keltett életre, amikor elvette a Nindzsák hajóját.
- Gonosz Zane – Klón. Zane ruhájától kelt életre. Úgy győzték le, hogy Lloyd a Nindzsák segítésére buzdította osztálytársait (mindez a Rossz Fiúk Nevelő Intézetében történt) úgy, hogy varrjanak kék, piros, fekete, fehér ruhákat, így a klónok összezavarodtak és a Nindzsák legyőzhették őket (epizódcím: Baj, baj hátán).

### Kőharcosok (2. évad)
- Kozu Tábornok – A Sötét Úr tábornoka, aki vezeti a Kő Hadsereget, de átáll a ninjákhoz a végső csatába, gonosz Nya lelövi de túléli. Később ő is kiszabadul a holdfogyatkozás idején, hogy elpusztítsa a ninjákat.
- Kőharcosok A Kőhadsereg gerincét a kőharcosok képezik. Nagyon erősek és szívósak, rendkívül nehéz megsebesíteni őket, és addig nem állnak le, amíg céljukat el nem érik. A kőharcosokat Kozu magával vitte, amikor a Sötét Úr vereséget szenvedett.
- Kő Kardforgatók A meglepően fürgén mozgó harcosok, a kő kardforgatók katanákkal vannak felfegyverezve. Sosem gyengülnek vagy fáradnak el, és idővel kifárasztják ellenfeleiket.

### Nindroidok (3. évad)
- Cryptor – A Sötét Úr által vezetett Nindroidok Cryptor tábornok a Nindroid hadsereg robotvezére, és a Virtuális Sötét Úr egyik szolgája. A Nindroidoktól eltérően, akik ritkán beszélnek, Cryptornak szinte be nem áll a szája. Szereti kigúnyolni és sértegetni a csatában az ellenfeleit, és még azt is mondják róla, hogy saját csapatait is kritizálta Ő volt az első nindroid, amit megépítettek, Zane egyik frissített változata, kibővített programmal és nehéz fegyverzettel. A többi nindroidtól eltérően, Cryptor erős egyéniség. Nagyon öntelt, nagyhangú és súlyosan alábecsülte a nindzsák erejét. Ez a nagy hatalmú nindroid vezér az Arany Mester legyőzése után megsemmisült.

Később Yang kiszabadítja a hold fogyatkozás idején, hogy legyőzzék Zane-t.
- Béna Droid – A legkisebb Nindroid a csapatban. Cryptor nevezte el őt Béna Droidnak, így később egymás ellen harcoltak. A „Min-Droid” Cryptor tábornok által a Nindroid kisebb méretű változatának adott becenév. Cryptor azzal tréfálkozik, hogy a gyártás során elfogyott a fém, ezért jóval kisebb a Min-Droidok mérete.
- Nindroid harcosok – A Nindroidok csúcstechnikát képviselő harci gépezetek, amelyek Zane tervei alapján készültek. Ők azonban már a mesterséges harcosok újabb generációjának képviselői, erősebbek, gyorsabbak és fürgébbek, mint Zane valaha. Ezen felül, álcázó képességeik is vannak, amelyek segítségével láthatatlanná válhatnak. Ez a mechanikus hadsereg a Virtuális Sötét Úrnak szolgál. Zane képes barátságot, sőt ennél többet is érezni, a Nindroidoknak azonban nincsenek érzelmeik. Teljesen hidegek és semmi másra nem figyelnek, csak arra, hogy teljesítsék küldetésüket. A Nindroidokkal nem lehet alkudozni, nem lehet elijeszteni őket, és csak akkor vonulnak vissza, ha vereségük elkerülhetetlennek tűnik. Sok nindroid túlélte a Sötét Úr vereségét és még ma is aktív.

### Anakondrai harcosok (4. évad)
- Chen mester – Egy tésztaárus, Garmadon mestere. Szeret színpadias lenni. Célja az összes elem megszerzése, és annak erejével Anakondrai-vá változtassa embereit, melyek legyőzhetetlenek. Később az Elátkozott Birodalomba került de az megsemmisült. Később Yang őt is kiszabadítja a holdfogyatkozás alatt lesz egy T-rex robotja.
- Clouse – Ő egy sötét mester. Chen mester leghűbb tanítványa és Garmadon, volt edzőtársa. Ő ébresztette fel Nadakhant. Szellem volt, de Nadakhantól emberi testet kívánt, amitől fájdalmai voltak és azt kívánta, múljon el.
- Sleven – Chen mester egyik katonája, aki az Anacondrai Csatagépet irányítja.
- Krait – Chen mester legkegyetlenebb harcosa.
- Chope – Chen gyalogosai közé tartozik, aki új nevével (Chope) Kapau-val akar a leghíresebb lenni Ninjago-ban.
- Kapau – Kapau és Chope nem pont a legélesebb elméjű kés a fiókban, és csak a hatalmat akarják.
- Eyezor (Szemező) – Chen mester tábornokainak egyike, aki fél szemével nagyon is jól lát.
- Zugu – Zugu régen egy Sumo Birkózó volt, aki most Chen mester hű szolgái közé tartozik.

### Szellemek (5. évad)

#### Morro Szellem segédjei
- Morro – Egy szellem, aki megszállta Lloyd testét. Három szellemsegédje van. A szél mestere. Wu sensei első tanítványa. Ő akar lenni a zöld ninja, de megsemmisült, amikor a magasságos lehúzta, és meghalt. Később ő is kiszabadul a holdfogyatkozás alatt,de nem harcol a ninják ellen hanem figyelmezteti őket Yang Sensei tervéről.
- Szellemnyilas – Egy gonosz szellem, akit Morro idézett meg. Morro-nak segített ellopni a Légjitzu (Airjitzu) Tekercsét. Ez a mottója: "Repülj csak kis madár, a nyilam úgy is megtalál!".
- Ghoultar – Egy rémisztő koponya arcú szellem, aki Morro segítői közé tartozik. Imádja a pufizabancsot.
- Bansha, a penge mestere – Egy gonosz női szellem, aki Morro-nak segít. Sikolyával hátráltatja a nindzsákat. Kedvenc fegyvere a dupla pengéjű tőr. Képes mások elméit irányítani.
- Wrayth, a láncmester – Wrayth Morro egyik kísértetharcosa. Vihogó nevetéséről és különleges motorkerékpárjáról ismert, és láncáról, amely képes bárkit kísértetté változtatni, akit megüt.

#### További Szellemek
- Pyrrhus – Ez a kísértetharcos arról ismert, hogy a fejére egy lepedőt terít és mielőtt előrántja a kardját és támadásba lendül, azt kiáltja, hogy Búú. Baljóslatú nevetése általában azt jelzi, hogy valaki hamarosan egy komisz tréfa áldozata lesz.
- Wail – Wail olyan kísértet, aki imádja a rajtaütés izgalmát. Olykor-olykor elhalaszt egy csatát egy-két órával, csak azért, hogy az árnyékból kilépve kezdhesse el. Eléggé furcsa, de neve ellenére, ami üvöltést jelent, Wail mindig hangtalan.
- Ghurka – Ghurka egészen erős kísértet, de van egy gyenge pontja: fél a kísértetektől.
- Sensei Yang –A Légjitzu (Airjitzu) tanítója. Általában éjjel megjelenik, és aki napkeltéig nem megy el a "házából" az szellemmé változik. Nem egyszer hallhattuk tőle kedvenc mondatát: "Ahogy a fém élezi a fémet, úgy a szenszei is a tanítványt!"-Innen Jay "Tesó élezi a tesót" mondata.
- A Magasságos – Az Elátkozott Birodalom Megtestesítője, Morro "Mestere". Minél több lelket fogyaszt, annál nagyobb lesz. Garmadon szerint "Az Átkozott Birodalom a Magasságos és a Magasságos az Átkozott Birodalom", tehát, ha őt elpusztítják az Átkozott Biroldalom is elpusztul.

### Dzsinnek (6. évad)
- Nadahkan – Akivel találkozik, annak 3 kívánságát tudja teljesíteni, de mindig egy furfangos módon. Soto kapitányra alapozva Nadahkan egy másik kalózcsapat vezetője volt, akik Sotoék ellen harcoltak. A harc vereséggel zárult, és Soto zárta őt a lámpásba, amit később Clouse talált meg. Clouse szabadjára engedte Nadahkant, aki újra összeszervezte csapatát, akik immár a kalózok voltak.
- Kanjikan – Nadahkan apja, a dzsinnek királya és mestere. Fiára bízta a Lelkek kardját. A Dzsinn világban él, királyként hűséges is e helyhez, hiszen mikor a teljes pusztulás szélén állt birodalma, akkor sem menekült. Mindemiatt szobrokat építettek róla.
- Kanjikan apja – A Dzsinnek királya és mestere volt, Kanjikan apja. A 64. részben látjuk aranyszobrát, mikor Nadakhan az elődeiről beszél Delara-nak.
- Delara – Habár ő nem volt Dzsinn, Nadakhan szerelme és felesége volt és a Balszerencse Tornya kormányosa. Valószínűleg Nya nagyanyja.

### Légi Kalózok (6. évad)
- Flintlocke – Nadahkan kedvence, és leghívebb embere, egy mesterlövész, ám miután csalódást okoz Nadahkannak lefokozza és Clancee kerül a helyére. Később a ninjáknak segít.
- Doubloon – Ő csak egy rabló volt, de betört Nadahkanhoz, amin rajta kapták, ezért megpróbálta kikívánni magát. Ravaszsága annyira megtetszett Nadakhannak, hogy, rögtön két arcúvá változtatta.
- Clancee – Ő egy serpentin kalóz, ám sose volt jóban a serpentinekel. Úgy lett tagja a kalózoknak, hogy az akart lenni és megtalálta Nadahkant. Lehet, hogy néha ügyetlen, de igen ravasz is tud lenni. A "The Tall Tale Of Clancee" c. részben kiderül, hogy Selma gyermeke.
- Squiffy – Egy kalóz. Folyton verseng Buckóval szájrólolvasásban.
- Bucko – Egy kalóz. Miután Squiffy-t elvesztette, Nadakhan hű követe lett.
- Cyren – Egy énekes nő kalóz, énekkel kapja el és győzi le ellenségeit.
- Kutyafül – Ő egy hatalmas, muszklis nő kalóz. Valaha csak a legszebb nő akart lenni. Mindig tisztességesen harcol.
- Ramaty (Gép) Majom – A kalózok megbízható majma. Régen nem volt majom (Clancee elmondásai alapján), hanem a világ legmodernebb robotját akarta megépíteni, ám ő vált azzá.
- Ismeretlen légkalózok – A Balszerencse Tornya matrózai. Ők azok,akiket Nadakhan nem pusztított el a legénységéből.

### Gonoszok: Az ősök napja
- Sensei Yang – A Légjitzu (Airjitzu) tanítója, Általában éjjel megjelenik, és, aki napkeltéig nem megy el a "házából" az szellemmé változik. Nem egyszer hallhattuk tőle kedvenc mondatát: "Ahogy a fém élezi a fémet, úgy a szenszei is a tanítványt!" – Innen Jay "Tesó élezi a tesót" mondta. Később a holdfogyatkozás idején kiszabadítja Samukai-t, Pythor-t, Kozu-t, Cryptor-t, Chen-t és Morro-t, a templomában Cole-t a tanítványai elfogják, de Cole legyőzi a holdfogyatkozás végén Yang-ot.
- Samukai – Egy négykarú csontváz, a Tűz Csontvázak tábornoka, a csontvázak volt főparancsnoka és királya, amíg Lord Garmadon le nem győzte. Azóta másodhegedűs szerepet játszik. A négy Fegyver elpusztítja. Kiszabadul a holdfogyatkozás alatt, hogy legyőzze a Jay-t.
- Pythor P. Chumsworth – Az egyetlen még élő Anakondra, mivel a többi az évek folyamán felfalta egymást. Lloyd barátjának tettetve magát megszerezte a törzsek rejtekhelyeit, egyesítette a törzseket, és így ő lett a Kígyók Ura. Képes láthatatlanná válni. A Nagy Zabáló felébresztése után az fölfalta Wu Sensei-el együtt, és csak Sensei-nek sikerült túlélnie. De a Lego ninjago rebotedben megjelenik először nem is lehet tudni hogy ő az és meg akarta védeni a sötét urat. Lekicsinyítették, majd Zane sólyma elkapta és a Ninjago Börtönébe zárták. Később a nindzsák oldalán harcolt és Arcturus Tábornok megnövesztette. Később újra visszatér a holdfogyatkozáskor hogy legyőzze Lloyd-ot.
- Kozu Tábornok – A Sötét Úr tábornoka, aki vezeti a Kő Hadsereget, de átáll a ninjákhoz a végső csatába, de gonosz Nya lelövi és meghal. Később ő is kiszabadul a holdfogyatkozás idején, hogy elpusztítsa a ninjákat (de helyettük Dareth-el harcolt) és szolgálja seregével új mesterét, Yangot.
- Cryptor – A Sötét Úr által vezetett Nindroidok vezetője. Később ő is kiszabadul a holdfogyatkozás alatt, hogy legyőzze Zane-t.
- Chen mester – Egy tésztaárus, Garmadon mestere. Szeret színpadias lenni. Célja az összes elem megszerzése, és annak erejével Anakondrai-vá változtassa embereit, melyek legyőzhetetlenek. később az elátkozott birodalomba került de az megsemmisült. Később ő is kiszabadul a holdfogyatkozás alatt, hogy legyőzze Kai-t és Nya-t, és lesz egy T-rex robotja.
- Morro – Egy szellem aki megszállta Lloyd testét. 3 szellem segédje van. A szél mestere. Wu sensei első tanítványa. Ő akar lenni a zöld ninja, de megsemmisült a mikor a magasságos lehúzta meghalt. Később ő is kiszabadul a holdfogyatkozás alatt, hogy legyőzze a Wu-t, a holdfogyatkozás végén átáll a ninjákhoz.

### Vermillion Hadsereg (7. évad)
- Dr. Saunders/ Krux – Dr. Sander Saunders alakjában rejtőzködött, 40 évig. Ez alatt az idő alatt Krux egy új csúszó-mászó ellenséget tenyésztett ki: a Vermillion harcosokat. Magyar hangja: Varga Rókus
- Acronix – Krux ikertestvére. 40 évet utazott az időben. Magyar hangja: Bognár Tamás
- Machia – A Vermillion hadsereg tábornoka. Blunck és Raggmunk felettese. Magyar hangja: Farkasinszky Edit
- Blunck – A Vermillion hadsereg parancsnoka. Magyar hangja: Galbenisz Tomasz
- Raggmunk – A Vermillion hadsereg parancsnoka. Magyar hangja: Vida Péter
- Vermillion Katonák – Machia, Blunck és Raggmunk telepatikusan irányítják őket.

### Garmadon fiai (8–9. évad)
A 8. évadban jelennek meg mikor ellopták a Bosszú maszkot, a Nindzsák többször is az útjukba álltak az évad végén Garmadon átvette NINJAGO felett az uralmat
- Harumi/ Szófukar (Quiet One) – Harumi hercegnő, más néven a Jade hercegnő, a NINJAGO világ császárának és feleségének fogadott lánya. Magyar hangja: Gulás Fanni
- Killow – Garmadon fiai banda hatalmas 1. tábornoka, Garmadon fiai feje. A Fondorlat Maszkkal telekintikusan tudja irányítani a dolgokat. Magyar hangja: Bognár Tamás
- Ultra Viola (Ultra Violet) – Garmadon fiai banda borzongató 2. tábornoka, akinek személyisége teljesen olyan, mint egy viperáé, de a természete még annál is rosszabb. Úgy tűnik, semmi sem tudja zavarba hozni, és annak ellenére, hogy gyakran hallani őt magában kuncogni, valószínűleg maga Ultra Viola az egyetlen, aki tudja, mi is olyan vicces. A Gyűlölet maszkkal áthatolhatatlan lávakővé válik a teste. Magyar hangja: Kis-Kovács Luca
- Mr. E – Garmadon fiai titokzatos 3. tábornoka, aki arról nevezetes, hogy arcát egy maszk mögé rejti, és sosem beszél. Ő valójában egy Nindroid. Mesterien forgatja a kardot, és ő lehet Zane legújabb ellensége. A Bosszú maszkkal legyőzhetetlen négy karral
- Luke Cunningham – Garmadon fiai nevű kegyetlen motoros csapatnak tagja, akik odaadó hívei titokzatos vezetőjüknek, Csendesnek. Eltökélve magukat a nagy erejű Oni Maszkok megszerzésére, a Garmadon fiai talán a legveszélyesebb fenyegetés, amivel a nindzsáknak valaha is szembe kellett nézniük. Magyar hangja: Barabás Kiss Zoltán
- Chopper Maroon – Garmadon fiai nevű kegyetlen motoros csapatnak tagja. Magyar hangja: Galbenisz Tomasz
- Mohawk – Garmadon fiai nevű kegyetlen motoros csapatnak tagja. Magyar hangja: Varga Rókus
- További Tagok –

### Sárkányvadászok (9. évad)
A 9. évadban jelennek meg mikor elrabolják Kai-t, Jay-t és Zane-t
- Iron Baron (Vas báró) – A Sárkányvadászok vezére.
- Heavy metal/ Faith (Hit) – A Sárkányvadászok másodvezére. Ám később a ninják és Wu mellé áll.
- Jet Jack –
- Daddy No Legs (Tipegő) – Egy láb nélküli harcos.
- Muzzle (Cserpes) – A beszédét nem lehet érteni.
- Chew Toy (Rágójáték) – Egy Sárkányvadász.
- Arkade – A Sárkányvadászok technikusa.
- Skullbreaker – Egy Sárkányvadász.

### Onik (10. évad)
A 8. évadban először hallhattunk róluk. Az első Oni aki megjelent a sorozatban, Mistaké. Az Onik és Sárkányok Birodalmában (az Első világ) éltek, a Sárkányvadászok gyülőlik őket. 
- Omega – Az Onik vezére. Nagyon erős, csak az arany erő tud neki ártani. Az alkotás tornádójával győzték le a ninják. Magyar hangja: Vass Gábor
- Oni harcosok – Őket is csak az arany erő tudja legyőzni.

### Tűzkobrák (11. évad)
- Aspheera – A Tűzkobrák vezére. Eredeti hangja: Pauline Newstone; Ashleigh Ball Magyar hangja : Papucsek Vilmos (99.és 102.rész) Nádasi Veronika (103.résztől)
- Char – A Tűzkobrák alvezére. Eredeti hangja: Brian Drummond. Magyar hangja: Stohl András
- Mambo Király – A Tűzkobrák egykori királya. Eredeti hangja: Michael Dobson. Magyar hangja : Dézsy Szabó Gábor
- Tüzes Agyar – Aspheera óriás kigyója, Ninjago harmadik óriás kigyója
- Tűzkobra katonák – Aspheera szolgái
- Elementális kobrák – Aspheera szolgái. Eredeti hangjuk: Brian Drummond. Magyar hangjuk: Potcsony Andor

### Hóvihar Szamurájok (11. évad)
- Jégcsászár/ Zane – Sosincs-világ kegyetlen császára, Vex miatt. Magyar hangja: Vass Gábor (114.és 126.rész); Albert Péter (121.rész); Széles Tamás (127.és 128.rész)
- Vex – Egy Formita, alak nélkül. Mikor Zane át akarta tenni memóriáját a robotjába, akkor Vex megszakította a folyamatot. Így Zane minden emléke kitörlődött. Vex azt hazudta neki, hogy ő a Jégcsászár, így Zane segítségével leigázta Sosinc Világot. Mikor Zane vissza nyerte emlékeit, akkor Vexet száműzték a Hegyeken Túlra. Magyar hangja: Papucsek Vilmos
- Grimfax – Sosincs-világ eredeti császára, a hóvihar szamurájok magasrangú harcosa. Magyar hangja : Csuha Lajos (115.rész) Törköly Levente (121.résztől)
- Blizzard Archer – Agyatlan jégharcos
- Blizzard Warrior – Agyatlan jégharcos
- Blizzard Sword Master – Agyatlan jégharcos

## Elemi Erők
- A Tűz, használó(i): Kai, Ray
- A Villámlás, használó(i): Jay, Jay anyja
- A Jég, használó(i): Zane, A Jég régi Mestere
- A Föld mestere(i): Cole, Lilly, Cole Nagyapja
- A Teremtés mestere(i): Wu Sensei, Garmadon, Az Első Spintjitzu Mester
- Az Energia mestere(i): Lloyd, Morro (Lloyd testében)
- Az Arany Erő használó(i): Lloyd, Az Első Spinjitzu Mester, Wu, A sötét nagyúr
- A Sötétség, használó(i): A Sötét Úr
- Acél, használó(i): Karlof
- Gyorsaság, használó(i): Griffin Turner
- Fény, használó(i): Sápadt úr, A Fény Régi Mestere
- Borostyán, használó(i): Skylor, Skylor anyja
- Méreg, használó(i): Tox
- Árnyék, használó(i): Shade, Az Árnyék régi mestere
- Hang, használó(i): Jacob
- Gravitáció, használó(i): Gravis, A Gravitáció régi mestere
- A Forma, használó(i): Chamille
- Füst, használó(i): Ash, Kámfor (Cinder)
- Varázslás, használó(i): Clouse, Ashpeera
- Elme, használó(i): Neuro
- Természet, használó(i): Bolobo
- Szél, használó(i): Morro, Euphrasia
- Kivánságok, használó(i): Nadakhan, Nadakhan apja, Arrakore
- A Víz, használó(i): Nya, Maya
- Idő, használó(i): Krux és Acronix
- Az oni erő, használó(i): Garmadon, Mystake, Omega
- Barna, használó(i): Dareth

## Bestiák
Ninjago története során a nindzsáknak több "szörnnyel" (élőlénnyel) szállnak szembe. Ezek
az élőlények általában elég veszélyesek méretüktől és erejüktől függően.

### Sárkányok

#### Az Onik és Sárkányok Birodalomi Sárkányok
- Firstbourne (Ősszülött) – A Sárkányok anyja, rendelkezik elementális erőkkel, Az Onik és Sárkányok birodalmában él. A Sárkányvadászok őt nem tudták elkapni.
- Slab, a Földsárkány – Az Onik és Sárkányok birodalmában él. A Sárkányvadászok korábban elkapták.
- Viharkeltő, a Villámsárkány – Az Onik és Sárkányok birodalmában él.
- A Kis Villámsárkány – Az Onik és Sárkányok birodalmában él, Viharkeltő gyermeke.
- A Tűz sárkány – Az Onik és Sárkányok birodalmában él. A Sárkányvadászok elkapták.
- A Jég sárkány – Az Onik és Sárkányok birodalmában él. A Sárkányvadászok elkapták.
- A Szél sárkány – Az Onik és Sárkányok birodalmában él. A Sárkányvadászok elkapták a sivatagban.

#### Ninjagoi Sárkányok
- Elementális Sárkányok – Az elementális sárkányok gyönyörű lények. Minden sárkány képes arra, amelyre egy elemi mester. Minden elementális mesternek van egy ilyenje, akik sárkányukat minden félelmük legyőzésével tudják megidézni. Két mester erejét összeadva 2 elementális sárkányt idézhetnek meg egy sárkányban.
- Arany Sárkány – Az Első Spinjitzu Mester sárkánya.
- Energia Elementális Sárkány – Lloyd elemi sárkánya.
- Tűz Elementális Sárkány – Kai elemi sárkánya.
- Villám Elementális Sárkány – Jay elemi sárkánya.
- Föld Elementális Sárkány – Cole elemi sárkánya.
- Titánium Sárkány – Zane elemi sárkánya.
- Víz Elementális Sárkány – Nya elemi sárkánya
- Fuziós Sárkány – Tűz és Víz fuziós sárkány.
- Wu mester sárkánya – Wu Mester elemi sárkánya.
- Sárkány – A négy sárkány, aki őrzi az arany fegyvereket. Ezek a lények vedlenek.
- Flame – Kai sárkánya. A Tűz sárkány, a tűzkardja őrzöje.
- Wisp – Jay sárkánya. A Villám sárkány, a villámlás nunchakuja őrzöje.
- Shard – Zane sárkánya. A Jég sárkány, a jég shurikenje őrzöje.
- Rocky – Cole sárkánya. A Föld sárkány, a földrengetők kaszájának őrzöje.
- Ultra Sárkány – A négy sárkány továbbfejlett változata. Négy feje van, így rendelkezik mind a négy elem hatalmával, és csakis a zöld nindzsa irányíthatja. Pukizni is tudnak. Egy véletlen folytán Az Onik és Sárkányok Birodalomába került.
- Chompy – Vania sárkánya, az utolsó Shintaro-i sárkány.
- Grief-Bringer (Gyászhozó) – Shintaro rettegett sárkánya, akit Cole anyja győzött le. Később a Koponyavarázsló (Skull Sorcerer) felélesztette, de Cole újra legyőzte.
- Zippy – Az őrzők szigetén élő sárkány.
- Szellem Sárkányok – A szellemekhez hasónlóan az Elátkozott Birodalomból származnak.

### Óriás Kigyók
- A Nagy Zabáló – A legrémesebb, és a legnagyobb kígyó, ami valaha élt. A mérge képes mindent feléleszteni, és gonosszá változtatni. Van nála egy kisebb kígyó, aki Clouse kígyója. A homlokán van egy gyenge pontja, amely nagyon érzékeny. Minél többet eszik annál nagyobb lesz. Felélesztéséhez a négy méregfog pengére volt szükség.
- Óriás anacondrai Szerpentin – Clouse kígyója, a második legnagyobb kígyó Ninjagoban. Ő Karma.
- Fire Fang (Tűzes Agyar) – Aspheera óriás kigyója.
- Wojira/ Wohira – Ninjago ősi-kigyója. A Vihar és a Hullám amulet hordozója.

### További Bestiák
- Kőfajzat (Cragling) – Nagy méretű sziklagolyók. Akkor találkozunk velük, amikor Wu és Garmadon visszamegy az időbe.
- Elektro Kobra – Ezek az angolnához hasonló lények képesek mindennek áramot adni. Pythor nagyon imádja ezeket a lényeket, és akkor is ezeket használta amikor a Sötét Úr "vírust" ellopta.
- Grundal – A Grundal egy vad bestia volt még egy régebbi korból, de már kihalt. Egy különleges karddal, iumi karddal lehet csak legyőzni őt (''A végzet napja anyja'' szerint).
- Sár szörny – A sár szörnyek az iszapos, illetve a sáros területeken található. Őket is akkor láthatjuk először, mint amikor a sziklagólemeket.
- Csillagfog – A csillagfogak termetükhöz képes igen vérszomjas lények. Egy hajót képesek percek alatt elsüllyeszteni. Nagyon hasonlítanak a tengeri csillagokra.
- Tuskólábú – Havas erdőkben találhatjuk meg őket. Van egy királynőjük, aki sokkal nagyobb, mint a többi, és a fején nagyobb "nyúlvány" van.
- Leviatán – Egy hatalmas tengeri szörnyeteg, aki őrizte Dr. Julient a "börtönében". Rengeteg szeme van, még a csápján is van belőle.
- Vámpírlégy – A vámpírkobrák mérgét megivó legyek egy nagy 1 pár méregfogú léggyé változnak
- Földönkívüli Rovar – Ezek az apró kicsi lények az űrben élnek. Nevük ismeretlen. Szárnyfedelük világoszöld színű. Ezek a paraziták fémet fogyasztanak. Jay Csilinek nevezte a rovarokat.
- Óriás Halálfejes Pók (Spykor) – Ezek a hatalmas pókok sötét hegyi és vulkáni barlangokban találhatók. Elég veszélyesek tudnak lenni.
- Mutáns Arkangyal (Hal) – Az egyik legnagyobb mutáns hal, akivel a nindzsáknak meggyűlik a baja az ötödik évadban. Miután elkapták elszállították egy biztonságos területre.
- A Magasságos – Az Elátkozott Birodalom Megtestesítője, Morro "Mestere". Minél több lelket fogyaszt annál nagyobb lesz. Garmadon szerint "Az Átkozott Birodalom a Magasságos és a Magasságos az Átkozott Birodalom", tehát, ha őt elpusztítják az Átkozott Biroldalom is elpusztul.

## 16 Birodalom
- Az Onik és a Sárkányok Birodalma – Az első Birodalom. Az első Spinjitzu mester otthona.
- Ninjago – A második Birodalom. Wu mester és Garmadon otthona.
- Az Alvilág – Az alvilág a holtak birodalma, amelyet olyan bukott harcosok népesítenek be, akik sosem tudták teljesen megvalósítani vagy elfogadni küldetésüket. Ez a Csontvázhadsereg otthona, amelyet Skulkin néven is emlegetnek. Az alvilág egy sötét hely, ahol a szárazföldek a levegőben lebegnek és amelyeket a csontvázak által készített hidak kötnek össze. A sárkányok és a csontváz járművek képesek közlekedni NINJAGO és az alvilág között. Régen volt egy átjáró a Tűztemplom belsejében, amely az alvilágba vezetett, de ezt Kai lerombolta. Lord Garmadon Sötét Erődje még itt található, jelképezve az egykor volt Samukait, aki valaha uralta az alvilágot.
- A Sötét Birodalom – A Sötét birodalom egy homályos, torz világ, ahol a gonosz él és virul. Itt minden szabály fordítva érvényes. Miután alvilági száműzetéséből megszökött, Lord Garmadon ide utazott. A Sötét birodalom megváltoztatta őt, és két extra kart kapott, így képessé vált arra, hogy a Spinjitzu mind a Négy Arany Fegyverét egyszerre kezelje. A Sötét birodalom olyan ijesztő, gonosz lények otthona, mint a mocsári szörnyek és a craglingok. Létezik egy átjáró, amely a NINJAGO világba vezet, ha leereszkedsz a Veszettség hegyének tetején lévő kráterbe.
- Felhő Királyság – A NINJAGO világához csatlakozó 16 párhuzamos birodalom közül talán Felhőkirályság a legtitokzatosabb. Ennek a helynek a lakói azok, akik megírják NINJAGO világa minden lakójának sorsát. Ők voltak, akik elhatározták, hogy Cole kísértet legyen, Zane nindroid, és azt, hogy Lloyd lesz a Zöld Nindzsa. Azonban valahogyan Morro-nak sikerült kibújnia az Elátkozott Birodalomba való száműzetés büntetése alól, ami felveti azt a lehetőséget, hogy valahonnan a Felhőkirályságból segítséget kapott. A királyság gyönyörű épületekből áll, amelyeket felhők tetejére építettek. A tájat egyetlen torony uralja, amely a Szentélyek Kardjának ad helyet.
- Az Elátkozott Birodalom – Az elátkozott lekek otthona. Miután elpusztult a lakói a holtak Birodalmába kerültek.
- Chima – Chima, a NINJAGO világához csatlakozó 16 párhuzamos birodalom egyike, olyan világ, amely intelligens, beszélő állatokkal van tele, akik képesek két lábon járni. A különféle törzsek meglepően magas színvonalú technológiát fejlesztettek ki, és a CHI nevű erőforrást használják. Ez volt a helyszíne a CHI birtoklásáért folytatott két szövetséges erő párharcának, amíg külső fenyegetések békekötésre és együttműködésre nem kényszerítették a hadakozó feleket. Chimáról is készült egy sorozat, Chima legendái címmel.
- Djinjago – Djinjago a NINJAGO világgal párhuzamos 16 világ egyike és a Világkristályon keresztül lehet eljutni oda. Ez volt az otthona Nadakhan, a Djinn népének, aki képes volt mások kívánságát teljesíteni. Djinjago egy levegőben lebegő szigetekből állt, amelyeket ősi kőhidak kötöttek össze. Amikor a nindzsák lerombolták az Elátkozott Birodalmat, akaratlanul megsemmisítették Djinjagót is (Djinjago térben elég közel helyezkedett el az Elátkozott Birodalomhoz, hogy annak lerombolása rá is hatással legyen). Nadakhan megkísérelte újjáteremteni Djinjagót a levegőben, a NINJAGO szigetről lopott talaj felhasználásával.
- Holtak Birodalma – Eltávozottak Birodalma. Sensei Yang megakart szökni (A ying penge miatt került oda) a tanitványai vissza változtak emberré ő pedig szellem maradt. Feltámasztotta Samukai-t, Kozu-t, Cryptor-t, Chen-t és Morro-t.
- Sosincs Világ – Sosincs Világ a legtávolabbi Birodalom. A Ninjagoban termett utravaló tea nem működik ott; ezért szinte lehetetlen visszajutni.
- Imperium - Beatrix császárné hatalma alatt áll sárkányenergiával működik
- Shintaro - A hófehér város, a felhők fölött lebeg, a lakói szárnyakat viselnek. A történelem során a ninjákon kívül csak három embert hívtak meg, a várostól nem messze lakó rémdenevérek miatt.

## Szinkronhangok összesítése

### Főbb szereplők
| Szereplő          | Pilot           | 1. Évad         | 2. Évad            | 3. Évad            | 4. Évad            | 5. Évad              | 6. Évad              | Különkiadás: Az Ősök Napja | 7. Évad              | A Lego Ninjago film | 8. Évad            | 9. Évad                                         | 10. Évad           | 11. Évad        | 11. Évad                                                                     | 12. Évad        | 13. Évad        | 14. Évad        | 15. Évad           | 16. Évad           |
| Szereplő          | Pilot           | 1. Évad         | 2. Évad            | 3. Évad            | 4. Évad            | 5. Évad              | 6. Évad              | Különkiadás: Az Ősök Napja | 7. Évad              | A Lego Ninjago film | 8. Évad            | 9. Évad                                         | 10. Évad           | Tűz Fejezet     | Jég Fejezet                                                                  | 12. Évad        | 13. Évad        | 14. Évad        | 15. Évad           | 16. Évad           |
| Főszereplők       | Főszereplők     | Főszereplők     | Főszereplők        | Főszereplők        | Főszereplők        | Főszereplők          | Főszereplők          | Főszereplők                | Főszereplők          | Főszereplők         | Főszereplők        | Főszereplők                                     | Főszereplők        | Főszereplők     | Főszereplők                                                                  | Főszereplők     | Főszereplők     | Főszereplők     | Főszereplők        | Főszereplők        |
| ----------------- | --------------- | --------------- | ------------------ | ------------------ | ------------------ | -------------------- | -------------------- | -------------------------- | -------------------- | ------------------- | ------------------ | ----------------------------------------------- | ------------------ | --------------- | ---------------------------------------------------------------------------- | --------------- | --------------- | --------------- | ------------------ | ------------------ |
| Sensei Wu         | Várday Zoltán   | Várday Zoltán   | Várday Zoltán      | Várday Zoltán      | Várday Zoltán      | Várday Zoltán        | Várday Zoltán        | Várday Zoltán              | Várday Zoltán        | Harsányi Gábor      | Várday Zoltán      | Várday Zoltán                                   | Pálfai Péter       | Várday Zoltán   | Várday Zoltán                                                                | Rosta Sándor    | Rosta Sándor    | Rosta Sándor    | Rosta Sándor       | Pálfai Péter       |
| Sensei Garmadon   | Király Attila   | Király Attila   | Király Attila      | Király Attila      | Király Attila      | Király Attila        |                      |                            |                      | Király Attila       | Király Attila      | Király Attila                                   | Király Attila      |                 |                                                                              |                 |                 |                 |                    | Király Attila      |
| Kai               | Markovics Tamás | Markovics Tamás | Markovics Tamás    | Markovics Tamás    | Markovics Tamás    | Markovics Tamás      | Markovics Tamás      | Markovics Tamás            | Markovics Tamás      | Markovics Tamás     | Markovics Tamás    | Markovics Tamás                                 | Markovics Tamás    | Markovics Tamás | Markovics Tamás                                                              | Markovics Tamás | Markovics Tamás | Markovics Tamás | Markovics Tamás    | Markovics Tamás    |
| Jay               | Moser Károly    | Moser Károly    | Moser Károly       | Moser Károly       | Moser Károly       | Moser Károly         | Moser Károly         | Moser Károly               | Moser Károly         | Moser Károly        | Moser Károly       | Moser Károly                                    | Moser Károly       | Moser Károly    | Moser Károly                                                                 | Moser Károly    | Moser Károly    | Moser Károly    | Moser Károly       | Moser Károly       |
| Nya               | Molnár Ilona    | Molnár Ilona    | Molnár Ilona       | Molnár Ilona       | Molnár Ilona       | Molnár Ilona         | Molnár Ilona         | Molnár Ilona               | Molnár Ilona         | Molnár Ilona        | Molnár Ilona       | Molnár Ilona                                    | Molnár Ilona       | Molnár Ilona    | Molnár Ilona                                                                 | Molnár Ilona    | Molnár Ilona    | Molnár Ilona    | Molnár Ilona       | Molnár Ilona       |
| Cole              | Szvetlov Balázs | Szvetlov Balázs | Szvetlov Balázs    | Szvetlov Balázs    | Szvetlov Balázs    | Szvetlov Balázs      | Szvetlov Balázs      | Szvetlov Balázs            | Szvetlov Balázs      | Szvetlov Balázs     | Szvetlov Balázs    | Szvetlov Balázs                                 | Szvetlov Balázs    | Szvetlov Balázs | Szvetlov Balázs                                                              | Szvetlov Balázs | Szvetlov Balázs | Szvetlov Balázs | Szvetlov Balázs    | Czető Roland       |
| Zane              | Széles Tamás    | Széles Tamás    | Széles Tamás       | Széles Tamás       | Széles Tamás       | Széles Tamás         | Széles Tamás         | Széles Tamás               | Széles Tamás         | Széles Tamás        | Széles Tamás       | Széles Tamás                                    | Széles Tamás       | Széles Tamás    | Vass Gábor (114. rész) Albert Péter (121. rész) Széles Tamás (125-128. rész) | Renácz Zoltán   | Renácz Zoltán   | Renácz Zoltán   | Renácz Zoltán      | Széles Tamás       |
| Lloyd             |                 | Morvay Gábor    | Morvay Gábor       | Morvay Gábor       | Baradlay Viktor    | Baradlay Viktor      | Baradlay Viktor      | Baradlay Viktor            | Baradlay Viktor      | Baradlay Viktor     | Baradlay Viktor    | Baradlay Viktor                                 | Baradlay Viktor    | Baradlay Viktor | Baradlay Viktor                                                              | Baradlay Viktor | Baradlay Viktor | Baradlay Viktor | Baradlay Viktor    | Baradlay Viktor    |
| Misako            |                 |                 | Menszátor Magdolna | Menszátor Magdolna | Menszátor Magdolna | Menszátor Magdolna   | Menszátor Magdolna   | Menszátor Magdolna         | Menszátor Magdolna   | Kis-Kovács Luca     | Menszátor Magdolna | Menszátor Magdolna                              | Menszátor Magdolna |                 |                                                                              |                 | Kiss Anikó      | F. Nagy Eszter  | F. Nagy Eszter     | Menszátor Magdolna |
| További szereplők |                 |                 |                    |                    |                    |                      |                      |                            |                      |                     |                    |                                                 |                    |                 |                                                                              |                 |                 |                 |                    |                    |
| P.I.X.A.L.        |                 |                 |                    | Németh Borbála     | Ősi Ildikó         | Ősi Ildikó           | Ősi Ildikó           | Ősi Ildikó                 | Ősi Ildikó           |                     | Ősi Ildikó         | Ősi Ildikó                                      | Ősi Ildikó         | Ősi Ildikó      | Ősi Ildikó                                                                   | Böhm Anita      | Böhm Anita      | Böhm Anita      | Böhm Anita         | Ősi Ildikó         |
| Skylor            |                 |                 |                    |                    | Zakariás Éva       | Zakariás Éva         | Zakariás Éva         |                            | Zakariás Éva         |                     |                    | Zakariás Éva                                    |                    |                 |                                                                              |                 |                 |                 |                    | Zakariás Éva       |
| Ronan             |                 |                 |                    |                    |                    | Szabó Sipos Barnabás | Szabó Sipos Barnabás | Szabó Sipos Barnabás       | Szabó Sipos Barnabás |                     |                    | Vass Gábor                                      |                    |                 |                                                                              |                 |                 | Tokaji Csaba    |                    | Bácskai János      |
| Dareth            |                 |                 | Előd Botond        | Molnár Áron        | Előd Álmos         | Előd Álmos           | Előd Álmos           | Előd Álmos                 | Előd Álmos           |                     | Előd Álmos         | Előd Álmos                                      | Előd Álmos         | Előd Álmos      |                                                                              | Rába Roland     |                 |                 | Kis Horváth Zoltán | Előd Álmos         |
| Dr. Cyrus Borg    |                 |                 |                    | Harcsik Róbert     | Fekete Zoltán      | Fekete Zoltán        | Kerekes József       |                            | Fekete Zoltán        |                     |                    |                                                 |                    |                 |                                                                              | Szabó Endre     |                 |                 |                    | Fekete Zoltán      |
| Fiatal Garmadon   | Király Attila   |                 |                    |                    | Király Attila      |                      |                      |                            | Király Attila        |                     |                    |                                                 |                    |                 |                                                                              |                 |                 |                 |                    |                    |
| Fiatal Wu         | Baráth István   |                 |                    |                    | Néma               | Holl Nándor          |                      |                            | Szatory Dávid        |                     |                    |                                                 |                    |                 |                                                                              |                 |                 |                 |                    |                    |
| Kisgyerek Wu      |                 |                 |                    |                    |                    |                      |                      |                            |                      |                     | Pupos Tímea        |                                                 |                    |                 |                                                                              |                 |                 |                 |                    |                    |
| Tini Wu           |                 |                 |                    |                    |                    |                      |                      |                            |                      |                     |                    | Ács Balázs (89.rész) Szatory Dávid (90.résztől) |                    |                 |                                                                              |                 |                 |                 |                    |                    |
| Gyerek Wu         |                 |                 |                    |                    |                    |                      |                      |                            |                      |                     |                    | Maszlag Bálint                                  |                    | Maszlag Bálint  |                                                                              |                 |                 |                 |                    |                    |
| Gyerek Garmadon   |                 |                 |                    |                    |                    |                      |                      |                            |                      |                     |                    | Szirtes Marcell                                 |                    | Szirtes Marcell |                                                                              |                 |                 |                 |                    |                    |

### Főszereplők, a csapat tagjai
| Szereplő              | Eredeti hang                                              | Magyar hang | Megjegyzés                                                    | Évadok | Évadok | Évadok | Évadok | Évadok | Évadok | Évadok | Évadok        | Évadok | Évadok    | Évadok    | Évadok    | Évadok    | Évadok    | Évadok    | Évadok    | Évadok    |
| Szereplő              | Eredeti hang                                              | Magyar hang | Megjegyzés                                                    | Pilot  | 1      | 2      | 3      | 4      | 5      | 6      | Az Ősök Napja | 7      | 8         | 9         | 10        | 11        | 12        | 13        | 14        | 15        |
| --------------------- | --------------------------------------------------------- | --- | ------------------------------------------------------------- | ------ | ------ | ------ | ------ | ------ | ------ | ------ | ------------- | ------ | --------- | --------- | --------- | --------- | --------- | --------- | --------- | --------- |
| Dareth                | Alan Marriott                                             | Előd Botond (2. évad)Molnár Áron (3. évad)Előd Álmos (4-11. és 16. évad)Rába Roland (12x13. rész)Kis Horváth Zoltán (15x14. rész) | Barna nindzsa, a nindzsák szövetségese                        |        |        |        |        |        |        |        |               |        |           |           |           |           |           |           |           |           |
| P.I.X.A.L. Szamuráj X | Jennifer Hayward                                          | Németh Borbála (3. évad)Ősi Ildikó (4-11. és 16. évad)Böhm Anita (12–15. évad)                                                    | Egy Nindroid, Zane szerelme                                   |        |        |        |        |        |        |        |               |        | csapattag | csapattag | csapattag | csapattag | csapattag | csapattag | csapattag | csapattag |
| P.I.X.A.L. Szamuráj X | Michael Donovan                                           | Pál Tamás (7. évad),Papucsek Vilmos (8. évad)                                                                                     | Pixal álneve                                                  |        |        |        |        |        |        |        |               |        |           |           |           |           |           |           |           |           |
| Dr. Cyrus Borg        | Lee Tockar                                                | Harcsik Róbert (3. évad)Fekete Zoltán (4-5.,7. évad, Örökség rövidfilmek)Kerekes József (6. évad)Szabó Endre (12x03. rész)        | Pixal építője, a nindzsák szövetségese                        |        |        |        |        |        |        |        |               |        |           |           |           |           |           |           |           |           |
| Skylor                | Heather Doerksen                                          | Zakariás Éva | A Borostyán Mestere, Kai szerelme                             |        |        |        |        |        |        |        |               |        |           |           |           |           |           |           |           |           |
| Ronan                 | Brian Dobson                                              | Szabó Sipos Barnabás (5-7. évad)Vass Gábor (9. évad)Tokaji Csaba (14. évad)Bácskai János (16.évad)                                | Egy tolvaj, a nindzsák szövetségese                           |        |        |        |        |        |        |        |               |        |           |           |           |           |           |           |           |           |
| Echo Zane             | Brent Miller                                              | Széles Tamás | Zane testvére, másolata                                       |        |        |        |        |        |        |        |               |        |           |           |           |           |           |           |           |           |
| Mystake               | Mackenzie Gray (1-2. évad)Tabitha St. Germain (8-9. évad) | Szórádi Erika (1-2. évad)Sági Tímea (8-9. évad)                                                                                   | Egy Oni, a nindzsák szövetségese, Wu és Garmadon régi barátja |        |        |        |        |        |        |        |               |        |           |           |           |           |           |           |           |           |

### További- és mellékszereplők
| Szereplő                    | Eredeti angol hang                                      | Magyar szinkronhang                                          | Megjegyzés                                             |
| Szülők                      | Szülők                                                  | Szülők                                                       | Szülők                                                 |
| --------------------------- | ------------------------------------------------------- | ------------------------------------------------------------ | ------------------------------------------------------ |
| Az Első Spinjitzu Mester    | Jim Conrad                                              | ? (S1) ? (S9 és S10) Vass Gábor (S11)                        | Wu és Garmadon apja, Lloyd nagyapja, Ninjago Teremtője |
| Ray Smith                   | Vincent Tong                                            | Jakab Csaba (7. évad)Petridisz Hrisztosz (15. évad)          | Kai és Nya apja, A Tűz korábbi mestere.                |
| Maya Smith                  | Jillian Michaels                                        | Kovács Nóra (7. és 16. évad)Sipos Eszter Anna (15. évad)     | Kai és Nya anyja, A Víz korábbi mestere.               |
| Ed Walker                   | Colin Murdock                                           | Rosta Sándor (1-3. évad)Csuha Lajos (6. évadtól)             | Jay szülei                                             |
| Edna Walker                 | Jillian Michaels                                        | Andresz Kati                                                 | Jay szülei                                             |
| Dr. Julien                  | Mark Oliver                                             | Csuha Lajos (1. évad)Vári Attila (2. évad)                   | Zane Apja                                              |
| Mr. Lou Bucket              | Kirby Morrow                                            | Vári Attila (1. évad)Faragó András (7. évad)                 | Cole apja                                              |
| Lilly Bucket                | Erin Mathews                                            | F. Nagy Eszter                                               | Cole anyja, A Föld elem korábbi mestere.               |
| Korábbi Villám mester       | Kelly Metzger                                           | Hámori Eszter                                                | Jay Igazi anyja, A Villám korábbi mestere.             |
| Fritz Donnegan Cliff Gordon | Jillian Michaels                                        | Kovács Lehel (3. évad)Csuha Lajos (6. évad)                  | Jay Igazi apja                                         |
| Elementális mesterek        |                                                         |                                                              |                                                        |
| Karloff                     | Scott McNeil                                            | Bognár Tamás (4. évad)Bácskai János (7. és 9. évad)          | A Fém mestere                                          |
| Griffin Turner              | Doron Bell Jr.                                          | Czető Roland                                                 | A Gyorsaság mestere                                    |
| Neuro                       | Paul Dobson                                             | Viczián Ottó (4. évad)Varga Rókus (9. évad)                  | Az Elme mestere                                        |
| Tox                         | Ian James Corlett (4. évad)Maggie Blue O'Hara (9. évad) | Néma (4. évad)Mohácsi Nóra (9. évad)                         | A Méreg mestere                                        |
| Sápadt férfi                | Kirby Morrow                                            | Czető Roland (36. rész) ? (38-41. rész)Szabó Andor (9. évad) | A Fény mestere                                         |
| Shadow                      | Andrew Francis                                          | Dolmány Attila (4. évad)Potocsny Andor (9. évad)             | Az Árnyék mestere                                      |
| Ash                         | Brent Miller                                            | Eredeti hang                                                 | A Füst mestere                                         |
| Bolobo                      | Michael Adamtwaite                                      | Bognár Tamás                                                 | A Természet mestere                                    |
| Gravis                      | Kirby MorrowMark Oliver                                 | ?                                                            | A Gravitráció mestere                                  |
| Jacob Pevsner               | Paul Dobson                                             | Pál Tamás                                                    | A Hang mestere                                         |
| Chamille                    | Maryke Hendrikse                                        | Réti Szilvia                                                 | A Forma mestere                                        |

### Ninjago világa lakói
| Szereplő                                             | Eredeti angol hang                                                                | Magyar szinkronhang | Megjegyzés |
| Királyi család                                       | Királyi család                                                                    | Királyi család | Királyi család |
| ---------------------------------------------------- | --------------------------------------------------------------------------------- | --- | --- |
| Ninjago császára                                     | Richard Newman                                                                    | Borbiczki Ferenc | Ninjago császara |
| Ninjago Királynője                                   | Ellen Kennedy                                                                     | Kovács Nóra | Ninjago Királynője |
| Hutchins                                             | Alan Marriott                                                                     | Törköly Levente | A Királyi család védelmezője |
| Ninjago City Rendőrség                               |                                                                                   | | |
| Rendőrnyomozó-főnök                                  | Michael Donovan                                                                   | Konrád Antal (6-11. évad)Kajtár Róbert (107. rész)Gubányi György István (12. évad)Imre István (15. évad)Várkonyi András (16.évad)               | Ninjago City főrendőre, a nindzsák szövetségese |
| Jimmy                                                | Daniel Doheny (10-11. évad)Giles Panton (15. évad)                                | Pálmai Szabolcs (10. évad)Szentirmai Zsolt (11. évad)                                                                                           | |
| Simon nyomozó                                        | Vincent Tong                                                                      | ? | |
| Tommy nyomozó                                        | Scott Mcneil                                                                      | ? | |
| Hounddog McBrag                                      | Michael Dobson                                                                    | Nagypál Gábor | |
| Butchie                                              | Michael Adamthwaite                                                               | Maday Gábor | |
| Börtönőrök                                           | Michael Antonakos (6. évad)Michael Adamthwaite (11. évad)Adrian Petriw (11. évad) | | |
| Ninjago kikötő őre                                   | Michael Adamthwaite                                                               | | |
| Prison Driver                                        | Vincent Tong                                                                      | | |
| Prison Guard                                         | Andrew Francis                                                                    | | |
| Deputy One                                           | Brent Miller                                                                      | | |
| Deputy Two                                           | Sam Vincent                                                                       | | |
| Roof Guard                                           | Heather Doerksen                                                                  | | |
| William Toughbutt                                    | Garry Chalk                                                                       | Melis Gábor | Bíró |
| Warden Noble igazgató                                | Paul Dobson                                                                       | Csuha Lajos (2. évad)Pálfai Péter (3. évad) ? (4. évad)Varga Rókus (6. évad)Fehér Péter (8-11. évad)Petridisz Hrisztosz (12. évad) ? (16. évad) | A 4. Évad-óta Kryptárium bőrtön igazgatója |
| Noonan                                               | Kirby Morrow                                                                      | Galbenisz Tomasz | |
| O'Doyle                                              | Michael Adamthwaite                                                               | ? | |
| Éjjeli Múzeumőr                                      | Paul Dobson                                                                       | Pálfai Péter | A Múzeum éjjeliőre, Morro megszállta |
| Régész Klub                                          |                                                                                   | | |
| Cecil Putnam                                         | Paul Dobson                                                                       | Kajtár Róbert (11. évad)Szabó Endre (14-15. évad)                                                                                               | |
| Clutch Powers                                        | Ian James Corlett                                                                 | Rosta Sándor (11. évad)Albert Gábor (14-15. évad)                                                                                               | Egy régész |
| Smythe                                               | Michael Adamwaithe                                                                | Kapácsy Miklós | Egy régész |
| Underhill                                            | Kirby Morrow                                                                      | Kossuth Gábor | Egy régész |
| Shippelton                                           | Brian Drummond                                                                    | Borbiczki Ferenc | Egy régész |
| Dwayne                                               | Sam Vincent                                                                       | Bergendi Áron (11. évad)Imre István (14. évad)Hám Bertalan (16. évad)                                                                           | Clutch Powers gyakornoka |
| Borg nagyvállalat                                    |                                                                                   | | |
| Dr. Borg számítógépe                                 | Vincent Tong                                                                      | Pálmai Szabolcs | Borg gépe |
| Robotkísérő 3000                                     | Brent Miller                                                                      | Fellegi Lénárd | Egy Robot |
| Ninjago bűnözői                                      |                                                                                   | | |
| Fugi-Dove (Sziki Szárnyas)                           | Adrian Petriw                                                                     | Renácz Zoltán (11x19. rész, 16.évad)Dányi Krisztián (12x03. rész)                                                                               | Egy Rab a Kryptáriunban |
| The Mechanic (A Szerelő)                             | Michael Antonakos, Alan Mariott                                                   | Papucsek Vilmos (6. és 8. évad)Dézsy Szabó Gábor (11-16. évad)                                                                                  | Egy közönséges bűnöző, megpróbált megszökni a börtönből Ultra Violával és Sziki-Szárnyassal. A 12. évad főgonosza. Unagami szövetségese volt. Jelenleg a Kristálykirály Tanácsának tagja. |
| Henchman 1                                           | Paul Dobson                                                                       | | Miss Térika cinkosa. |
| Inmate #1                                            | Paul Dobson                                                                       | | Egy rab a Kryptáriumban. |
| Henchman                                             | Sam Vincent                                                                       | Albert Gábor | A Szerelő cinkostársa. |
| Thug 1                                               | Sam Vincent                                                                       | | |
| Henchman 2                                           | Brent Miller                                                                      | | |
| Thug 2                                               | Brent Miller                                                                      | | |
| Miss Demeanor (Miss Térika)                          | Erin Mathews                                                                      | Kiss Anikó (15. évad)Kis-Kovács Luca (16. évad)                                                                                                 | Bosszúkőcsempész |
| NGTV                                                 |                                                                                   | | |
| Dan Vaapit                                           | Ian Hanlin                                                                        | Varga Rókus | Híradós. |
| Fred Finely                                          | Bill Newton                                                                       | Tokaji Csaba | Híradós. |
| Gayle Gossip (1-5,8-9. évad) Pletyka Helga (6. évad) | Kelly Sheridan                                                                    | Bertalan Ágnes (6. évad)Csuha Borbála (7. évad)Bálint Adrienn (8-11. évad, 16.évad)Andrádi Zsanett (Prime Empire rövidfilmek)                   | Ninjago riportere |
| Vinny Folson                                         | Paul DobsonGavin Langelo                                                          | Penke Bence | Operatőr az NGTV News-nál |
| News Reporter                                        | Michael Adamthwaite                                                               | | Híradós. |
| Ninjago City lakói                                   |                                                                                   | | |
| Ulysses Trustable                                    | Charles Demers                                                                    | Rosta Sándor | Ninjago City polgármestere |
| Milton Dyer                                          | Mark Hildreth                                                                     | Szabó Endre | Számos videójáték készítője. |
| Bob the Intern                                       | Colin Murdock                                                                     | Imre István | |
| Sally                                                | Jillian Michaels                                                                  | Szabó Zselyke | A Wu Akadémia tanulói |
| Brad Tudabone                                        | Kathleen Barr                                                                     | Szalay Csongor | A Wu Akadémia tanulói |
| Gene                                                 | Kathleen Barr                                                                     | Penke Bence | A Wu Akadémia tanulói |
| Joe                                                  | Paul Dobson                                                                       | | |
| Andrea Thomson                                       | Tabitha St. Germain                                                               | | |
| Security guard                                       | Andrew Francis                                                                    | | |
| Akvárium biztonsági őr                               | Kirby Morrow                                                                      | ? | |
| Akváriumigazgató                                     | Alan Marriott                                                                     | ? | |
| Éjjeli őr Domuban                                    | Paul Dobson                                                                       | Csuha Lajos | A Domui éjjeliőre |
| Jake                                                 | Nicholas Holmes                                                                   | Gáll Dávid (11. évad)Kelemen Noel (16. évad) | Kai rajongója |
| Teázó vezető Robot                                   | Shannon Chan-Kent                                                                 | Solecki Janka | Egy rivális teázó vezetője |
| Postás                                               | Michael AdamthwaiteVincent TongMichael Dobson                                     | Csuha LajosKapácsy Miklós (21. epizód)? (5. évad) Seder Gábor (8. évad)Imre István (13. évad)                                                   | |
| Twitchy Tim (Tikkes Tim)                             | Brian Drummond                                                                    | Seder Gábor (14.évad)Kossuth Gábor (16.évad) | |
| Nelson (Bíbor-nindzsa)                               | David Reynolds                                                                    | Nagy Gereben (6-11. és 16. évad)Szokol Péter (Prime Birodalom rövidfilmek)Czető Ádám (15. évad)                                                 | Bíbor-nindzsa, Lloyd rajongója |
| Antonia                                              | Brynna Drummond                                                                   | Nádorfi Krisztina (11. és 16. évad)Vadász Bea (15. évad)                                                                                        | |
| Sammy                                                | Tabitha St. Germain                                                               | | |
| Leroy                                                | Kelly Metzger                                                                     | | |
| Kid Two                                              | Kelly Metzger                                                                     | | |
| Kid Three                                            | Kelly Sheridan                                                                    | | |
| Arcade Owner                                         | Andrew Francis                                                                    | | |
| Patty Keys                                           | Cathy Weseluck                                                                    | Sági Tímea (1-4. évad) ? (5. évad) Szórádi Erika (15. évad)                                                                                     | Idegenvezető |
| Doctor                                               | Ashleigh Ball                                                                     | | Egy orvos Ninjago City-ben |
| Sally                                                | Ashleigh Ball                                                                     | Szabó Zselyke | Énekes |
| Rufus MacAllister (A Végzet Napja anyja)             | Paul Dobson                                                                       | Bodrogi Attila (2-5. évad)Varga Gábor (6. évad)                                                                                                 | Kepregény árús |
| Cathy                                                | Jillian Michaels                                                                  | Szórádi Erika | Egy versenyző |
| Teal Ninja                                           | Ryan Beil                                                                         | Pál Tamás | ÚJ Nindzsák |
| Fuchsia Ninja                                        | Travis Turner                                                                     | Szrna Krisztián | ÚJ Nindzsák |
| Orange Ninja                                         | Kelly Sheridan                                                                    | Kelemen Kata | ÚJ Nindzsák |
| Pink Ninja                                           | Michael Adamthwaite                                                               | Hám Bertalan | ÚJ Nindzsák |
| Yellow Ninja                                         |                                                                                   | | ÚJ Nindzsák |
| Dan Hagemann                                         | Ian James Corlett                                                                 | Kovács Lehel (3. évad, mozizóként) (3. évad, mozizóként) ? (4. évad, rabként) Joó Gábor (6. évad, forgatókönyvíróként)                          | forgatókönyvírók |
| Kevin Hagemann                                       | Ian James Corlett                                                                 | Kovács Lehel (3. évad, mozizóként) (3. évad, mozizóként) ? (4. évad, rabként) Baráth István (6. évad, forgatókönyvíróként)                      | forgatókönyvírók |
| Jay Vincent                                          | TBA                                                                               | | Zeneszerzők |
| Michael Kramer                                       | TBA                                                                               | | Zeneszerzők |
| The Fold                                             | TBA                                                                               | Eredeti hang | Zenei banda Ninjago Cityben |
| Shintaro városa                                      |                                                                                   | | |
| Vania                                                | Sabrina Pitre                                                                     | Dögei Éva | Vangelis lánya, Shintaro hercegnője, majd királynője. |
| Awakened Warriors                                    | Deven Mack                                                                        | | |
| Ginkle                                               | Tabitha St. Germain                                                               | Bergendi Áron | |
| Gleck                                                | Brian Drummond                                                                    | Szabó Endre | |
| Gliff                                                | Bill Newton                                                                       | Bergendi Áron | |
| Garpo                                                | Sabrina Pitre                                                                     | Albert Gábor | |
| Groko                                                | Peter New                                                                         | Imre István | |
| First Geckle                                         | Brent Miller                                                                      | | |
| Gulch                                                | Andrew McNee                                                                      | Pálmai Szabolcs | A Gleekek vezetője |
| Mino                                                 | Brian Drummond                                                                    | | |
| Hailmar                                              | Brian Drummond                                                                    | Kis Horváth Zoltán (13. évad)Papucsek Vilmos (15x12. rész)                                                                                      | |
| Moe                                                  | Brian Drummond                                                                    | | |
| Guard #1                                             | Vincent Tong                                                                      | | |
| Old Man                                              | Brian Drummond                                                                    | | |
| Old Woman                                            | Tabitha St. Germain                                                               | | Shintaro lakója |
| Murtessa                                             | Tabitha St. Germain                                                               | Kiss Erika | A Munszok királynője |
| Murt                                                 | Michael Adamthwaite                                                               | Maday Gábor | |
| Munce Sentry 1                                       | Sam Vincent                                                                       | | |
| Munce Sentry 2                                       | Brian Drummond                                                                    | | |
| Munce Warrior 1                                      | Brent Miller                                                                      | | |
| Munce Warrior 2                                      | Vincent Tong                                                                      | | |
| Munce                                                | Paul Dobson                                                                       | | |
| Plundar                                              | Adam Trask                                                                        | Szabó Endre (162. rész)Imre István (163. résztől)                                                                                               | |
| Fungus                                               | Ian James Corlett                                                                 | Kapácsy Miklós | |
| Korgran                                              | Paul Dobson                                                                       | Imre István (162. rész)Szabó Endre (163. résztől)                                                                                               | |
| Korgran's Axe                                        | Deven Mack                                                                        | Albert Gábor | |
| Korgran's Father                                     | Mark Oliver                                                                       | Albert Gábor | |
| Vangelis/ Skull Sorcerer                             | Deven Mack                                                                        | Holl Nándor (13. évad)Király Adrián (16. évad)                                                                                                  | Shintaro egykori királya, a 13. évad főgonosza. titokban ő volt a Koponyavarázsló, aki a Gleekekkel és a Munszokkal bosszúkövet bányásztatott, majd Cole legyőzi őt a Spinjitzu robbanással, és lánya, Vania lesz Shintaro új uralkodója. Majd Harumi segítsègèvel megszökik a börtönből, ès jelenleg a Kristàlykirály Tanácsának tagja. |
| Skull of Hazza D'ur                                  | Michael Adamthwaite                                                               | Kapácsy Miklós | |
| Az Őrzők Szigete                                     |                                                                                   | | |
| Mammatus                                             | Paul Dobson                                                                       | Németh Gábor | Az Őrzők Vezetője, a nindzsák szövetségese. |
| PoulErik                                             | Brian Drummond (első fej)Vincent Tong (második fej)                               | Szabó Endre (első fej)Imre István (második fej)                                                                                                 | Az Őrzők két fejű tagja. |
| Merlopia városa                                      |                                                                                   | | |
| Trimaar                                              | Ron Halder                                                                        | Imre István | Merlopia egykori királya, Kalmaar és Benthomaar apja. Kalmaaar elárulta és megölte. |
| Kalmaar                                              | Giles Panton                                                                      | Czető Roland | Trimaar fia, Merlopia korábbi hercege, később királya, Benthomaar mostohatestvére. Wojira megette. |
| Benthomaar                                           | Cole Howard                                                                       | Kisfalusi Lehel | Trimaar fia, Merlopia korábbi hercege, jelenlegi királya. Kalmaar mostohatestvére. A nindzsák szövetségese. |
| Glutinous                                            | Sam Vincent                                                                       | Szatmári Attila | Kalmaar szolgája, tudós. |
| Gripe                                                | Brian Drummond                                                                    | Törköly Levente | Kalmaar hű szolgája. |
| Maaray Guards                                        | Michael AdamthwaiteBrent Miller                                                   | Juhász ZoltánSzatmári Attila | Merlopia hadserege. |
| Guard One                                            | Brent Miller                                                                      | | |
| Merlopian                                            | Michael Adamthwaite                                                               | | |
| Nyad                                                 | Andrea Libman                                                                     | Hermann Lilla | A Víz első Mestere, Merlopián. |
| Prime Empire lakói                                   |                                                                                   | | |
| Scott                                                | Adrian Petriw                                                                     | Juhász Zoltán | |
| Richie                                               |                                                                                   | | |
| Unagami                                              | Dean Redman                                                                       | Bolla Róbert (12x03-08)Petridisz Hrisztosz (12x14-16)                                                                                           | |
| Gyerek Unagami                                       | Zion Simpson                                                                      | Czető Ádám | |
| Racer Seven                                          | Shannon Chan-Kent                                                                 | Györfi Laura (12. évad)Nemes Takách Kata (16. évad)                                                                                             | |
| Red Visors (Vörös Szemvédők)                         | Sam Vincent                                                                       | Kádár-Szabó BenceSzabó EndreJuhász Zoltán | Unagami hű katonái. |
| Okino                                                | Alessandro Juliani                                                                | Gubányi György István | |
| Shifty (Rafkós)                                      | Alessandro Juliani                                                                | Albert Gábor | |
| Hausner                                              |                                                                                   | | |
| Admin Droid                                          | Michael Adamthwaite                                                               | | Egy robot a Prime Birodalomban |
| Spectator                                            | Brent Miller                                                                      | | |
| Sushi Chef                                           | Vincent Tong                                                                      | | |
| Sushimi                                              | Vincent Tong                                                                      | Szokol Péter | |
| Hiper-Sonic                                          | Matt Hill                                                                         | Bergendi Áron | |
| Gamer Geek                                           | Kathleen Barr                                                                     | | |
| Adventure-Ready Woman                                | Kathleen Barr                                                                     | | |
| Newbie Gamer                                         | Brian Drummond                                                                    | | |
| Sage Master                                          | Brian Drummond                                                                    | | |
| Successful Samurai                                   | Ian Hanlin                                                                        | | |
| Hostess                                              | Shannon Chan-Kent                                                                 | | |
| The Brute                                            | Bill Newton                                                                       | Rába Roland | |
| Ritchie                                              | Sam Vincent                                                                       | Albert GáborBodrogi Attila | |
| Kommentátor                                          | Clay St. Thomas                                                                   | Tokaji Csaba | A Speedway 5000000 verseny kommentátora |
| Fighting Game Voice                                  | Michael Adamthwaite                                                               | | |
| Game Narration                                       | Adrian Petriw                                                                     | | |
| Beta Jay 137                                         | Andrew Francis                                                                    | Petridisz Hrisztosz | |
| Dee-Jay S1                                           | Paul Dobson                                                                       | Petridisz Hrisztosz | |
| Jaybird 64                                           | Kelly Metzger                                                                     | Petridisz Hrisztosz | |
| Jaywalkin 23S                                        | Bill Newton                                                                       | Petridisz Hrisztosz | |

### A 16 Birodalom Lakói
| Szereplő                                    | Eredeti angol hang                      | Magyar szinkronhang                                                                   | Megjegyzés                                                                          |
| Az Alvilág Lakói (Pilot évad)               | Az Alvilág Lakói (Pilot évad)           | Az Alvilág Lakói (Pilot évad)                                                         | Az Alvilág Lakói (Pilot évad)                                                       |
| ------------------------------------------- | --------------------------------------- | ------------------------------------------------------------------------------------- | ----------------------------------------------------------------------------------- |
| Samukai                                     | Michael Kopsa                           | Varga Tamás (Bevezető epizódok)Kossuth Gábor (2. évad)Törköly Levente (Az Ősök napja) | A Csontvázak Vezére. a Pilot évad főgonosza.                                        |
| Kruncha                                     | Brian Drummond                          | Bácskai János                                                                         | A Csontvázak Tábornokai                                                             |
| Nuckal                                      | Brian Drummond                          | Szokol Péter                                                                          | A Csontvázak Tábornokai                                                             |
| Whyplash                                    | Michael DobsonMichael Adamthwaite       | ?                                                                                     | A Csontvázak Tábornokai                                                             |
| Krazi                                       | Trevor Devall                           | ?                                                                                     | Csontvázak                                                                          |
| Chopov                                      | Trevor Devall                           | ?                                                                                     | Csontvázak                                                                          |
| Felhő Királyság lakói (5. évad)             |                                         |                                                                                       |                                                                                     |
| Nobu                                        | Michael Adamthwaite                     | Baráth István                                                                         |                                                                                     |
| Fenwick                                     | Paul Dobson                             | Elek Ferenc                                                                           | Morro-nak segített                                                                  |
| Az Elátkozott Birodalom lakói (5. évad)     |                                         |                                                                                       |                                                                                     |
| Morro                                       | Michael Dobson (44. rész)Andrew Francis | Dolmány Attila                                                                        | A Szél Mestere, Wu első tanítványa. az 5. évad főgonosza                            |
| Wryath (Láncmester)                         | Michael Adamthwaite                     | Albert Péter                                                                          | Morro barátai                                                                       |
| Bansha (Pengemester)                        | Kathleen Barr                           | Nádasi Veronika                                                                       | Morro barátai                                                                       |
| GhoulTar (Kaszamester)                      | Paul Dobson                             | Bognár Tamás                                                                          | Morro barátai                                                                       |
| Szellemnyilas                               | Brian Dobson                            | Szinovál Gyula                                                                        | Morro barátai                                                                       |
| Szellemek                                   | Vincent TongPaul Dobson                 | ?                                                                                     | Szellemek                                                                           |
| Sensei Yang                                 | Michael Donovan                         | Rosta Sándor                                                                          | A Légjitzu alkotója. A különkiadás főgonosza.                                       |
| Onik és Sárkányok Világa lakói (9–10. évad) |                                         |                                                                                       |                                                                                     |
| Iron Baron (Vasbáró)                        | Brian Drummond                          | Vida Péter                                                                            | Sárkány Vadászok volt vezére, a 9. évad főgonosza                                   |
| Heavy metal/ Faith (Heavy metal/ Hit)       | Ian James Corlett                       | Németh Kriszta                                                                        | Sárkány Vadászok volt másodparancsnoka, új vezére                                   |
| Heavy metal/ Faith (Heavy metal/ Hit)       | Kathleen Barr                           | Németh Kriszta                                                                        | Sárkány Vadászok volt másodparancsnoka, új vezére                                   |
| Muzzle (Cserpes)                            | Brent Miller                            | Péter Richárd                                                                         | Sárkány Vadászok Tagja                                                              |
| Daddy No Legs (Tipegő)                      | Alessandro Juliani                      | Dézsy Szabó Gábor                                                                     | Sárkány Vadászok Lábtalan Tagja                                                     |
| Arkade (Párkás)                             | Michael Donovan                         | Hám Bertalan                                                                          | Sárkány Vadászok részben szervetlen Tagja                                           |
| Chew Toy (Csalihal)                         | Scott McNeil                            | Papp Dániel                                                                           | Sárkány Vadászok Tagja                                                              |
| Jet Jack                                    | Rhona Rees                              | Tarr Judit                                                                            | Sárkány Vadászok tagja, új másodparancsnoka                                         |
| Skullbreaker                                | Michael Adamthwaite                     | Barabás Kiss Zoltán                                                                   | Sárkány Vadászok Tagja                                                              |
| Omega                                       | Zach Leblanc                            | Vass Gábor                                                                            | Az Onik Vezére, a 10. évad főgonosza.                                               |
| Sosincs Világ Lakói (11. évad)              |                                         |                                                                                       |                                                                                     |
| Akita                                       | Tabitha St. Germain                     | Kis-Kovács Luca                                                                       | Egy Alakváltó, Lloyd barátja                                                        |
| Kataru                                      | Cole Howard                             | Boldog Gábor                                                                          | Egy Alakváltó                                                                       |
| Sorla                                       | Patty Drake                             | Halász Aranka                                                                         |                                                                                     |
| Boma                                        | Sam Vincent                             | Turi Bálint                                                                           |                                                                                     |
| Child Two                                   | Sam Vincent                             |                                                                                       |                                                                                     |
| Uthaug                                      | Vincent Tong                            | Molnár Levente                                                                        |                                                                                     |
| Child Three                                 | Vincent Tong                            |                                                                                       |                                                                                     |
| Kid                                         | Dominic Good                            |                                                                                       |                                                                                     |
| Child One                                   | Kelly Metzger                           |                                                                                       |                                                                                     |
| Elder Two                                   | Kirby Morrow                            |                                                                                       |                                                                                     |
| Elder Three                                 | Michael Kopsa                           |                                                                                       |                                                                                     |
| Vex                                         | Michael Kopsa                           | Papucsek Vilmos                                                                       | A Jég szamurályok Tábornoka, alaktalan formita, a 11. évad "Jég Fejezet" főgonosza. |
| Formita Vezető                              | Brian Drummond                          |                                                                                       |                                                                                     |
| Krag                                        | Brian Drummond                          | Sörös Miklós                                                                          | Egy Jeti                                                                            |
| Grimfax                                     | Brian Drummond                          | Bácskai János (115.rész) Törköly Levente (121.résztől)                                | A Jég szamurájok magasrangú katonája, Sosincs-Világ Királya                         |

### Gonosztevők
| Szereplő                                      | Eredeti angol hang                                                        | Magyar szinkronhang                                                                                               | Megjegyzés |
| --------------------------------------------- | ------------------------------------------------------------------------- | --- | --- |
| A Sötét Úr/ Az Arany Mester/ A Kristálykirály | Scott McNeil                                                              | Bognár Tamás (2-3.évad)Bácskai János (16.évad)                                                                    | Ninjago Ős-Gonosza. A 2-3. és 16. évad legfőbbgonosza. |
| Szerpentinek (1-2. évad)                      |                                                                           | | |
| Anakondák (Anacondrai)                        |                                                                           | | |
| Pythor P. Chumsworth                          | Michael Dobson                                                            | Seszták Szabolcs (1. évad)Viczián Ottó (3. évad)Kerekes József (43-44. rész, Ősök napja)Dolmány Attila (16. évad) | Anacondrai Tábornok, az 1. évad főgonosza, jelenleg a Kristàlykirály Tanácsának tagja.                                                                          |
| Arcturus tábornok                             | Scott McNeil                                                              | Bognár Tamás | Anacondrai Tábornok |
| Hipnokobrák (Hypnobrai)                       |                                                                           | | |
| Skales                                        | Ian James Corlett                                                         | Csík Csaba Krisztián (1-4. évad)Kerekes József (72. rész)Potcsony Andor (108. rész)                               | Hipnokobrák Tábornoka, a 3. évad óta a nindzsák szövetségese.                                                                                                   |
| Selma                                         | Jillian Michaels                                                          | ? | Egy Hipnokobra, Skales Felesége |
| Kicsi Skales                                  | Alyssya Swales                                                            | Szalay Csongor (3. évad)Straub Martin (72. rész)                                                                  | Egy Hipnokobra, Skales Fia |
| Slithraa                                      | John NovakIan James Corlett                                               | Vass GáborCsík Csaba Krisztián                                                                                    | A Hipnokobrák korábbi Tábornoka |
| Mezmo                                         | Michael Adamthwaite                                                       | Galbenisz TomaszBognár Tamás (2. rész, Küzdőtér)                                                                  | Egy Hipnokobra, Skales Barátja |
| Rattla                                        | Paul Dobson                                                               | Galbenisz Tomasz (2. rész)                                                                                        | Egy Hipnokobra |
| Vámpírkobrák (Fangpyre)                       |                                                                           | | |
| Fangtom                                       | Mackenzie Gray                                                            | ? (1. évad) Szatmári Attila (2. évadtól)                                                                          | Vámpirkobrák két fejű Tábornoka, Skales Barátja |
| Fangdam                                       | Mackenzie Gray                                                            | ? | Egy két fejű Vámípkobra |
| Fang-Suei                                     | Paul Dobson                                                               | ? | Egy Vámípkobra |
| Snappa                                        | Alyssya Swales                                                            | ? | Egy Vámípkobra |
| Constrictai                                   |                                                                           | | |
| Skalidor                                      | Michael Dobson                                                            | Bognár Tamás | Constrictai-ok Tábornoka |
| Bytar                                         | Kirby Morrow                                                              | ? | Egy Constrictai |
| Chokun                                        | Vincent Tong                                                              | ? | Egy Constrictai |
| Snike                                         | Brent Miller                                                              | ? | Egy Constrictai |
| Méregkobrák (Venomari)                        |                                                                           | | |
| Acidicus                                      | Paul Dobson                                                               | ? (1. évad) ? (2. évad) ? (3. évad) Bácskai János (108. rész)                                                     | Venomari-k Tábornoka |
| Lizaru                                        | Vincent Tong                                                              | ? | Egy Venomari |
| Spitta                                        | Kirby Morrow                                                              | Vári Attila (1. évad) ? (2. évad)                                                                                 | Egy Venomari akit megfenyegettek a Nindzsák |
| Lasha                                         | Micheal Adamthwaite                                                       | ? | Egy Venomari |
| Kalózok (2. évad)                             |                                                                           | | |
| Soto kapitány                                 | Alan Marriott                                                             | Viczián Ottó (2. évad)Welker Gábor (6. évad)Forgács Gábor (12. évad)                                              | Egy Kalóz, Nadakhan ellensége |
| Vak Péter                                     | Paul Dobson                                                               | ? | Egy Kalóz |
| Tájékoztató papagáj                           | Michael Adamthwaite                                                       | Szokol Péter | Egy Kalóz |
| Elsőtiszt                                     | Brent Miller                                                              | ? | Egy Kalóz |
| Kőharcosok (2. évad)                          |                                                                           | | |
| Kozu tábornok                                 | Paul Dobson                                                               | Bolla Róbert (2. évad)Bognár Tamás (Az Ősök napja)                                                                | A Kőhadsereg Vezére, a Sötét Úr Tábornoka. A 2. évad főgonosza.                                                                                                 |
| Kőharcosok                                    | Scott McNeil                                                              | Bognár Tamás saját hangjukon                                                                                      | Kozu és a Sötét Úr szolgái |
| Nindroidok (3. évad)                          |                                                                           | | |
| Cryptor tábornok                              | Richard Newman                                                            | Joó Gábor (3. évad)Kerekes József (A Bűnöző visszavág)Faragó András (Az Ősök napja)                               | A Nindroidok Vezére, a Sötét Úr Tábornoka, a 3. évad főgonosza.                                                                                                 |
| Nindroidok                                    | Richard Newman                                                            | Joó Gábor | Cryptor Katonái |
| Min-Dorid (Béna droid)                        | Michael Adamthwaite                                                       | Joó Gábor | Cryptor Katonái |
| Anacondrai harcosok (4. évad)                 |                                                                           | | |
| Chen mester                                   | Ian James Corlett                                                         | Barbinek Péter | Tészta Gyáras, Garmadon volt mestere, a 4. évad főgonosza. |
| Clouse                                        | Scott McNeil                                                              | Vass Gábor | Chen jobb-keze |
| Eyezor (Szemező)                              | Michael Donovan                                                           | Maday Gábor (39. rész) Törköly Levente (41. rész)                                                                 | Chen Tábornokai |
| Zugu                                          | Brian Dobson                                                              | Bolla Róbert | Chen Tábornokai |
| Kapau                                         | Alessandro Juliani                                                        | Seszták Szabolcs                                                                                                  | Chen Szolgájai |
| Chope                                         | Ian Hanlin                                                                | Seder Gábor | Chen Szolgájai |
| Légi Kalózok (6. évad)                        |                                                                           | | |
| Nadakhan (A Dzsinn)                           | Scott Mcneil                                                              | Faragó András | Egy Dzsinn, a 6. évad főgonosza. |
| Delara                                        | Kathleen Barr                                                             | Bogdányi Titanilla                                                                                                | Nadakhan szerelme |
| Kanjikan                                      | Mihael Antonakos                                                          | ? | Nadakhan apja |
| Fintlocke                                     | Paul Dobson                                                               | Szinovál Gyula | Nadakhan jobb-keze és bandája tagja |
| Kutyafül (Dogshank)                           | Nicole Oliver                                                             | Holl NándorCzető Zsanett (Légi-Kalózok legendái)                                                                  | Nadakhan bandája tagja |
| Pengő (Doubloon)                              | Vincent Tong                                                              | Vári Attila (Légi-Kalózok legendái) Néma (6. évad)                                                                | Nadakhan bandája tagja, két arcú |
| Ramaty (Gép) Majom                            | Ian James Corlett                                                         | Eredeti hang | Nadakhan bandája tagja, egy robot majom |
| Clancee                                       | Ian James Corlett                                                         | Kossuth Gábor | Nadakhan bandája tagja, egy szerpentin |
| Bucko                                         | Brian Dobson                                                              | Vári Attila | Légi kalózok |
| Sqiffy                                        | Michael Adamthwaite                                                       | ? | Légi kalózok |
| Cyren                                         | Kelly Metzger                                                             | Eredeti hang | Légi kalózok |
| Kikötözött csontváz a Balszerencse Tornyán    | ?                                                                         | Kőszegi Ákos | Egy Csontváz a Balszerencse Tornyán |
| Az Idő Jobb és Bal keze (7. évad)             |                                                                           | | |
| Dr. Saunders/ Krux                            | Michael Daingerfield                                                      | Kassai Károly (A Bűnöző visszavág)Katona Zoltán (Az Ősök napja)Varga Rókus (7. évad)                              | Az Idő Mesterei. a 7. évad főgonoszai |
| Acronix                                       | Ian Hanlin                                                                | Bognár Tamás | Az Idő Mesterei. a 7. évad főgonoszai |
| Macchia                                       | Kathleen Barr                                                             | Farkasinszky Edit                                                                                                 | A Vermillionok Fő-Tábornoka |
| Blunck                                        | Brian Dobson                                                              | Galbenisz Tomasz                                                                                                  | A Vermillionok Tábornokai |
| Raggmunk                                      | Michael Adamthwaite                                                       | Vida Péter | A Vermillionok Tábornokai |
| Garmadon fiai (8-9. évad)                     |                                                                           | | |
| Harumi hercegnő/ Szófukar                     | Britt McKillip (Szófukar)Andrew Francis (Kabuki maszkoskènt)              | Gulás Fanni (Szófukar)Papucsek Vilmos (Kabuki maszkoskènt)                                                        | Garmadon Fiai Vezére, a 8. évad főgonosza. A 9. évadban látszólag meghalt, jelenleg a Kristàlykirály Tanácsának tagja.                                          |
| Avatár Harumi                                 | Britt McKillip                                                            | Czető Zsanett | Egy Program a Prime Birodalom egyik pályáján, ahol Lloyd legyőzi.                                                                                               |
| Killow                                        | Garry Chalk                                                               | Bognár Tamás | Garmadon Fiai Hatalmas Tábornoka |
| Ultra Violet (Ultra Viola)                    | Maggie Blue O'Hara (8-9. évad)Sharon Alexander (11. évadtól)              | Kis-Kovács Luca (8-11. és 16. évad)Czifra Krisztina (12x03)                                                       | Garmadon Fiai Tábornoka |
| Mr.E                                          | Brent Miller                                                              | Eredeti hang | Garmadon Fiai Nindroid Tábornoka |
| Chopper Maroon                                | Sam Vincent                                                               | Galbenisz Tomasz                                                                                                  | Garmadon Fiai Tagjai |
| Luke Cunningham                               | Michael Adamthwaite                                                       | Barabás Kiss Zoltán                                                                                               | Garmadon Fiai Tagjai |
| Mohawk                                        | Vincent Tong                                                              | Varga Rókus | Garmadon Fiai Tagjai |
| Pyro Vipers (11. évad)                        |                                                                           | | |
| Aspheera                                      | Pauline Newstone (11. évad)Ashleigh Ball (fiatal)Kathleen Barr (16. évad) | Papucsek Vilmos (99.és 102.rész)Nádasi Veronika (103.résztől)                                                     | A Pyro Kígyók Vezére, a 11. évad "Tűz Fejezet" főgonosza. Be zárják a Kryptáriumba később a nindzsák kiszabadítják, jelenleg a Kristàlykirály Tanácsának tagja. |
| Char                                          | Brian Drummond                                                            | Stohl András | A Pyro Kígyók Másodparancsnoka |
| Mambo, the Fifth                              | Michael Dobson                                                            | Dézsy Szabó Gábor                                                                                                 | Kígyókirály |
| Mambo Adviser                                 | Vincent Tong                                                              | | |
| Fire Fang                                     | Brian Drummond                                                            | Potcsony Andor | Óriási Pyro Kígyó, Aspheera szolgája |

### Névtelen szereplők
| Rész | Szereplő leírása                  | Eredeti angol hang  | Magyar szinkronhang                  |
| ---- | --------------------------------- | ------------------- | ------------------------------------ |
| 55.  | Rajongó 1                         | Kelly Metzger       | Laudon Andrea                        |
| 55.  | Rajongó 2                         | Jillian Michaels    | ?                                    |
| ?    | Kiíró                             | Michael Dobson      | ?                                    |
| ?    | Túrabusz vezetője                 | Vincent Tong        | ?                                    |
| ?    | Hírriporter                       | Paul Dobson         | ?                                    |
| ?    | Pénztáros lány                    | Jennifer Hayward    | ?                                    |
| 14.  | Kai főnöke                        | ?                   | ?                                    |
| 14.  | Séf                               | ?                   | ?                                    |
| 16.  | Tanárnő                           | ?                   | Menszátor Magdolna                   |
| 17.  | Ninjagolyó futam kommentátorai    | Alan Marriott       | Galbenisz Tomasz                     |
| 30.  | Diák                              | Lee Tockar          | ?                                    |
| 35.  | Favágó                            | Michael Adamthwaite | ?                                    |
| 43.  | Idős nő                           | ?                   | Kassai Ilona                         |
| 43.  | Focizó gyerek                     | ?                   | Szvetlov Balázs                      |
| 45.  | Autósofőr                         | ?                   | Szokol Péter                         |
| 45.  | Fényképész                        | Brent Miller        | ?                                    |
| 45.  | Lloyd szobra a múzeumban          | ?                   | Baradlay Viktor                      |
| 53.  | Gyerek Stiix-ben                  | ?                   | Szvetlov Balázs                      |
| 53.  | Hajó kormányos                    | ?                   | ?                                    |
| 53.  | Séf (Felszolgáló)                 | ?                   | ?                                    |
| 55.  | Szürke-sapkás Járókelő Ninjagóban | ?                   | Szokol Péter                         |
| 55.  | Vadember rezidens                 | Brent Miller        | ?                                    |
| 56.  | A Világkristályt őrző Nindroidok  | ?                   | ? (1. hang) Szinovál Gyula (2. hang) |